# Liste des chapelles du Morbihan (A-M)
Pour l’article homonyme, voir la liste complémentaire.
Pour des raisons de taille de la page, la liste des chapelles du Morbihan a été scindée en deux, suivant les initiales des communes où se situent ces monuments :
- Liste des chapelles du Morbihan (A-M)
- Liste des chapelles du Morbihan (N-Z)

La liste des chapelles du Morbihan (A-M) recense ainsi de manière non exhaustive les chapelles situées sur le territoire des communes du département français du Morbihan, dont les initiales sont comprises entre les lettres A et M. Il est fait état des diverses protections dont elles peuvent bénéficier, et notamment les inscriptions et classements au titre des monuments historiques.

## Liste
| Monument                                                                              | Commune                                 | Adresse                                 | Coordonnées                        | Notice         | Protection                     | Date           | Illustration                                                                |
| ------------------------------------------------------------------------------------- | --------------------------------------- | --------------------------------------- | ---------------------------------- | -------------- | ------------------------------ | -------------- | --------------------------------------------------------------------------- |
| Chapelle Saint-Étienne                                                                | Allaire                                 | Le Bois-Payen                           | 47° 38′ 12″ nord, 2° 12′ 59″ ouest |                |                                |                | Chapelle Saint-Étienne                                                      |
| Chapelle Saint-Eutrope                                                                | Allaire                                 | Saint-Eutrope                           | 47° 39′ 11″ nord, 2° 12′ 34″ ouest |                |                                |                | Chapelle Saint-Eutrope                                                      |
| Chapelle Saint-Marc                                                                   | Allaire                                 | Laupo                                   | 47° 40′ 09″ nord, 2° 09′ 26″ ouest |                |                                |                | Chapelle Saint-Marc                                                         |
| Chapelle Sainte-Barbe                                                                 | Allaire                                 | Le Bézier                               | 47° 39′ 29″ nord, 2° 10′ 28″ ouest |                |                                |                | Chapelle Sainte-Barbe                                                       |
| Chapelle du manoir de Vau de Quip                                                     | Allaire                                 | Vau de Quip                             | 47° 40′ 13″ nord, 2° 10′ 53″ ouest | « PA00090975 » | Inscrit                        | 1978 1993      | Image manquante Téléverser                                                  |
| Chapelle de Bavalan                                                                   | Ambon                                   | Bavalan                                 | 47° 32′ 43″ nord, 2° 30′ 14″ ouest | « PA56000069 » | Inscrit                        | 2009           | Chapelle de Bavalan                                                         |
| Chapelle de Mille Secours                                                             | Ambon                                   | Brouël                                  | 47° 33′ 25″ nord, 2° 34′ 10″ ouest | « PA00090976 » | Inscrit                        | 1925           | Chapelle de Mille Secours                                                   |
| Chapelle Notre-Dame-de-la-Paix                                                        | Ambon                                   | Kervoyal                                | 47° 31′ 01″ nord, 2° 33′ 20″ ouest |                |                                |                | Chapelle Notre-Dame-de-la-Paix                                              |
| Chapelle Saint-Mamert                                                                 | Ambon                                   | Saint-Mamert                            | 47° 32′ 37″ nord, 2° 29′ 42″ ouest |                |                                |                | Chapelle Saint-Mamert                                                       |
| Chapelle Saint-Tugdual                                                                | Ambon                                   | Cromenac'h                              | 47° 31′ 31″ nord, 2° 31′ 30″ ouest |                |                                |                | Chapelle Saint-Tugdual                                                      |
| Chapelle Sainte-Julitte                                                               | Ambon                                   | Cromenac'h                              | 47° 35′ 26″ nord, 2° 33′ 10″ ouest |                |                                |                | Chapelle Sainte-Julitte                                                     |
| Chapelle des Congrégations                                                            | Arradon                                 | Rue des Frères-Mithouard                | 47° 37′ 38″ nord, 2° 49′ 21″ ouest | « IA56000035 » | Inventorié                     | 1991           | Chapelle des Congrégations                                                  |
| Chapelle Saint-Joseph                                                                 | Arradon                                 | Penboc'h                                | 47° 37′ 12″ nord, 2° 48′ 07″ ouest | « IA56000028 » | Inventorié                     | 1991           | Chapelle Saint-Joseph                                                       |
| Chapelle Saint-Martin                                                                 | Arradon                                 | Rue de la Chapelle Le Moustoir          | 47° 37′ 27″ nord, 2° 51′ 36″ ouest | « IA56000040 » | Inventorié                     | 1991           | Image manquante Téléverser                                                  |
| Chapelle Sainte-Barbe                                                                 | Arradon                                 | Rue Saint-Vincent-Ferrier               | 47° 37′ 30″ nord, 2° 49′ 11″ ouest | « IA56000041 » | Inventorié                     | 1991           | Image manquante Téléverser                                                  |
| Chapelle du château de Kéran                                                          | Arradon                                 | Kéran                                   | 47° 37′ 17″ nord, 2° 50′ 34″ ouest |                |                                |                | Image manquante Téléverser                                                  |
| Chapelle du prieuré Notre-Dame-du Vincin                                              | Arradon                                 | Chemin du Vincin                        | 47° 39′ 03″ nord, 2° 48′ 12″ ouest | « IA56000042 » | Inventorié                     | 1990           | Image manquante Téléverser                                                  |
| Chapelle Saint-Jean-Baptiste                                                          | Arzal                                   | Lantierne                               | 47° 31′ 41″ nord, 2° 24′ 03″ ouest | « PA00090983 » | Classé                         | 1964           | Chapelle Saint-Jean-Baptiste                                                |
| Chapelle des Congrégations                                                            | Arzon                                   | Rue de la Gendarmerie                   | à géolocaliser                     | « IA00127492 » | Inventorié                     | 1992           | Image manquante Téléverser                                                  |
| Chapelle Notre-Dame                                                                   | Arzon                                   | Le Crouesty                             | 47° 32′ 26″ nord, 2° 54′ 02″ ouest | « IA00127502 » | Inventorié                     | 1992           | Chapelle Notre-Dame                                                         |
| Chapelle Saint-Nicolas                                                                | Arzon                                   | Grande-Rue Kerners                      | 47° 33′ 14″ nord, 2° 52′ 46″ ouest | « IA00127505 » | Inventorié                     | 1992           | Chapelle Saint-Nicolas                                                      |
| Chapelle Saint-Malo                                                                   | Augan                                   | Le Plessis                              | 47° 53′ 43″ nord, 2° 16′ 47″ ouest | « IA00009018 » | Inventorié                     | 1986           | Image manquante Téléverser                                                  |
| Chapelle Saint-Méen                                                                   | Augan                                   | Gerguy                                  | 47° 54′ 08″ nord, 2° 19′ 38″ ouest | « IA00009021 » | Inventorié                     | 1986           | Image manquante Téléverser                                                  |
| Chapelle Saint-Nicolas                                                                | Augan                                   | Le Binio                                | 47° 53′ 31″ nord, 2° 15′ 08″ ouest | « IA00009017 » | Inventorié                     | 1986           | Chapelle Saint-Nicolas                                                      |
| Chapelle Sainte-Anne                                                                  | Augan                                   | La Vallée-Sainte-Anne                   | 47° 55′ 00″ nord, 2° 14′ 58″ ouest | « IA00009019 » | Inventorié                     | 1986           | Image manquante Téléverser                                                  |
| Chapelle Sainte-Catherine                                                             | Augan                                   | La Nouette                              | 47° 54′ 45″ nord, 2° 13′ 40″ ouest | « IA00009020 » | Inventorié                     | 1986           | Image manquante Téléverser                                                  |
| Chapelle des Sœurs du Sacré-Cœur-de-Jésus-et-de-Marie                                 | Augan                                   | Rue de la Croix-Rouge                   | 47° 55′ 11″ nord, 2° 16′ 47″ ouest | « IA00009016 » | Inventorié                     | 1986           | Image manquante Téléverser                                                  |
| Chapelle du château de la Grée de Callac                                              | Augan                                   | Grée de Callac                          | 47° 53′ 09″ nord, 2° 14′ 15″ ouest | « PA00091811 » | Inscrit                        | 1990           | Chapelle du château de la Grée de Callac                                    |
| Chapelle des Frères de la Congrégation des Hommes de l'Immaculée Conception           | Auray                                   | Rue du Lait                             | 47° 40′ 01″ nord, 2° 59′ 06″ ouest | « IA00008626 » | Inventorié                     | 1986           | Chapelle des Frères de la Congrégation des Hommes de l'Immaculée Conception |
| Chapelle conventuelle du Père-Éternel                                                 | Auray                                   | 2-16, rue du Père-Éternel               | 47° 23′ 44″ nord, 2° 35′ 01″ ouest |                |                                |                | Chapelle conventuelle du Père-Éternel                                       |
| Chapelle Notre-Dame-de-Lourdes                                                        | Auray                                   | Rue Saint-Sauveur Saint-Goustan         | 47° 39′ 56″ nord, 2° 58′ 37″ ouest | « IA00008622 » | Inventorié                     | 1986           | Chapelle Notre-Dame-de-Lourdes                                              |
| Chapelle Saint-Cado                                                                   | Auray                                   | Rue du Reclus                           | 47° 39′ 50″ nord, 2° 59′ 23″ ouest |                |                                |                | Chapelle Saint-Cado                                                         |
| Chapelle du Saint-Esprit                                                              | Auray                                   | Place du Four-Mollet Rue des Fèves      | 47° 39′ 56″ nord, 2° 59′ 15″ ouest | « PA00090991 » | Classé                         | 1982           | Chapelle du Saint-Esprit                                                    |
| Chapelle Sainte-Anne                                                                  | Auray                                   | Kerplouz                                | 47° 39′ 24″ nord, 2° 58′ 25″ ouest | « IA00008623 » | Inventorié                     | 1986           | Chapelle Sainte-Anne                                                        |
| Chapelle Sainte-Hélène                                                                | Auray                                   | Rue Georges-Clemenceau                  | 47° 40′ 06″ nord, 2° 59′ 09″ ouest | « IA00008619 » | Inventorié                     | 1986           | Chapelle Sainte-Hélène                                                      |
| Chapelle Notre-Dame                                                                   | Baden                                   | Penmern                                 | 47° 36′ 57″ nord, 2° 51′ 54″ ouest | « IA56000073 » | Inventorié                     | 1991           | Image manquante Téléverser                                                  |
| Chapelle Saint-Mériadec                                                               | Baden                                   | Rue du Raquer Mériadec                  | 47° 36′ 32″ nord, 2° 55′ 35″ ouest | « IA56000072 » | Inventorié                     | 1991           | Chapelle Saint-Mériadec                                                     |
| Chapelle Saint-Michel                                                                 | Baden                                   | Chemin de la Chaussée Locmiquel         | 47° 35′ 26″ nord, 2° 54′ 56″ ouest | « IA56000071 » | Inventorié                     | 1991           | Chapelle Saint-Michel                                                       |
| Chapelle de la Clarté (constituant le transept de l'église Saint-Pierre)              | Baud                                    | Place Le-Sciellour                      | 47° 52′ 30″ nord, 3° 01′ 10″ ouest | « PA00091016 » | Inscrit                        | 1925           | Chapelle de la Clarté (constituant le transept de l'église Saint-Pierre)    |
| Chapelle Saint-Cado                                                                   | Baud                                    | Loposcoal                               | 47° 51′ 16″ nord, 3° 03′ 44″ ouest |                |                                |                | Image manquante Téléverser                                                  |
| Chapelle Saint-Jacques                                                                | Baud                                    | Crann                                   | 47° 53′ 31″ nord, 3° 02′ 12″ ouest |                |                                |                | Image manquante Téléverser                                                  |
| Chapelle Saint-Julien                                                                 | Baud                                    | Clayo                                   | 47° 52′ 27″ nord, 2° 58′ 39″ ouest |                |                                |                | Image manquante Téléverser                                                  |
| Chapelle Saint-Barnabé                                                                | Béganne                                 | Bignac                                  | 47° 37′ 14″ nord, 2° 16′ 02″ ouest |                |                                |                | Image manquante Téléverser                                                  |
| Chapelle Saint-Mathurin                                                               | Beignon                                 |                                         | à géolocaliser                     |                |                                |                | Image manquante Téléverser                                                  |
| Chapelle Saint-Méen                                                                   | Beignon                                 | Camp de Coëtquidan                      | 47° 56′ 47″ nord, 2° 09′ 27″ ouest |                |                                |                | Chapelle Saint-Méen                                                         |
| Chapelle Sainte-Reine                                                                 | Beignon                                 | Rue de la Chapelle-Sainte-Reine         | 47° 58′ 26″ nord, 2° 09′ 59″ ouest | « IA00009062 » | Inventorié                     | 1986           | Chapelle Sainte-Reine                                                       |
| Chapelle de la Sainte-Vierge (aujourd'hui médiathèque)                                | Beignon                                 | Rue Monseigneur-Bécel                   | 47° 58′ 11″ nord, 2° 10′ 17″ ouest | « IA00009063 » | Inventorié                     | 1986           | Image manquante Téléverser                                                  |
| Chapelle Notre-Dame-de-la-Clarté                                                      | Belz                                    | Kernours                                | 47° 41′ 12″ nord, 3° 08′ 22″ ouest |                |                                |                | Chapelle Notre-Dame-de-la-Clarté                                            |
| Chapelle Saint-Cado                                                                   | Belz                                    | Saint-Cado                              | 47° 41′ 12″ nord, 3° 11′ 04″ ouest | « PA00091024 » | Inscrit · Site classé          | 1925 1936      | Chapelle Saint-Cado                                                         |
| Chapelle Saint-Clément                                                                | Belz                                    | Route des Pins Kerclément               | 47° 40′ 09″ nord, 3° 08′ 37″ ouest |                |                                |                | Chapelle Saint-Clément                                                      |
| Chapelle Sainte-Anne                                                                  | Belz                                    | Place Sainte-Anne Kerdonnerc'h          | 47° 39′ 37″ nord, 3° 09′ 58″ ouest |                |                                |                | Chapelle Sainte-Anne                                                        |
| Chapelle du Sacré-Cœur                                                                | Berné                                   | Rue du Sacré-Cœur                       | 47° 59′ 29″ nord, 3° 23′ 49″ ouest | « IA00008522 » | Inventorié                     | 1986           | Chapelle du Sacré-Cœur                                                      |
| Chapelle Saint-Albaud                                                                 | Berné                                   | Saint-Albaud                            | 47° 58′ 34″ nord, 3° 20′ 57″ ouest | « IA00008524 » | Inventorié                     | 1986           | Chapelle Saint-Albaud                                                       |
| Chapelle Saint-Germain                                                                | Berné                                   | RD 50                                   | 47° 58′ 49″ nord, 3° 23′ 36″ ouest | « IA00008525 » | Inventorié                     | 1986           | Image manquante Téléverser                                                  |
| Chapelle Sainte-Anne                                                                  | Berné (initialement située à Pluméliau) | Pont-Calleck                            | 47° 59′ 42″ nord, 3° 20′ 27″ ouest | « PA00091548 » | Inscrit                        | 1925           | Chapelle Sainte-Anne                                                        |
| Chapelle Sainte-Anne-des-Bois                                                         | Berné                                   | Pont-Calleck                            | 47° 59′ 34″ nord, 3° 20′ 34″ ouest |                |                                |                | Chapelle Sainte-Anne-des-Bois                                               |
| Chapelle Notre-Dame-du-Bon-Secours                                                    | Berric                                  | Kercohan                                | 47° 38′ 40″ nord, 2° 33′ 51″ ouest | « PA00091030 » | Inscrit                        | 1929           | Chapelle Notre-Dame-du-Bon-Secours                                          |
| Chapelle Notre-Dame-des-Vertus                                                        | Berric                                  |                                         | 47° 38′ 29″ nord, 2° 30′ 44″ ouest | « PA00091031 » | Classé                         | 1930           | Chapelle Notre-Dame-des-Vertus                                              |
| Chapelle Notre-Dame-des-Trois-Fontaines-et-Saint-Laurent                              | Bignan                                  | Les Fontaines                           | 47° 52′ 27″ nord, 2° 48′ 53″ ouest |                |                                |                | Image manquante Téléverser                                                  |
| Chapelle Sainte-Noyale                                                                | Bignan                                  | Le Bézo                                 | 47° 50′ 44″ nord, 2° 47′ 13″ ouest |                |                                |                | Image manquante Téléverser                                                  |
| Chapelle Sainte-Suzanne                                                               | Bignan                                  | Sainte-Suzanne                          | 47° 53′ 35″ nord, 2° 41′ 18″ ouest |                |                                |                | Chapelle Sainte-Suzanne                                                     |
| Chapelle de la Trinité                                                                | Bignan                                  | Kersuzan                                | 47° 52′ 59″ nord, 2° 43′ 31″ ouest |                |                                |                | Image manquante Téléverser                                                  |
| Chapelle du château de Kerguéhennec                                                   | Bignan                                  | Kerguéhennec                            | à géolocaliser                     |                |                                |                | Image manquante Téléverser                                                  |
| Chapelle Notre-Dame de Prières                                                        | Billiers                                | Prières                                 | 47° 31′ 26″ nord, 2° 29′ 15″ ouest |                |                                |                | Chapelle Notre-Dame de Prières                                              |
| Chapelle Saint-Charles                                                                | Bohal                                   | Trébiguet                               | 47° 47′ 27″ nord, 2° 26′ 53″ ouest | « IA00010085 » | Inventorié                     | 1986           | Image manquante Téléverser                                                  |
| Chapelle Notre-Dame                                                                   | Le Bono                                 | Becquerel                               | 47° 38′ 40″ nord, 2° 55′ 32″ ouest | « PA00091049 » | Inscrit                        | 1925           | Chapelle Notre-Dame                                                         |
| Chapelle Sainte-Anne                                                                  | Brandérion                              | Avenue Abbé-Louis-Le-Cam                | 47° 47′ 38″ nord, 3° 11′ 47″ ouest | « IA00009539 » | Inventorié                     | 1986           | Chapelle Sainte-Anne                                                        |
| Chapelle Notre-Dame-de-Lourdes                                                        | Brandivy                                | Rue de la Vallée-du-loch                | 47° 46′ 23″ nord, 2° 56′ 49″ ouest |                |                                |                | Chapelle Notre-Dame-de-Lourdes                                              |
| Chapelle Saint-Laurent                                                                | Brandivy                                | Saint-Laurent                           | 47° 46′ 40″ nord, 2° 53′ 51″ ouest | « IA00009502 » | Inventorié                     | 1986           | Image manquante Téléverser                                                  |
| Chapelle expiatoire du Champ-des-Martyrs                                              | Brech                                   | Le Champ des Martyrs                    | 47° 41′ 10″ nord, 2° 59′ 27″ ouest | « PA00091053 » | Site classé · Classé           | 1943 1983      | Chapelle expiatoire du Champ-des-Martyrs                                    |
| Chapelle Notre-Dame                                                                   | Brech                                   | Tréavrec                                | 47° 44′ 20″ nord, 3° 03′ 18″ ouest | « PA00091054 » | Inscrit                        | 1933           | Chapelle Notre-Dame                                                         |
| Chapelle Notre-Dame-des-Fleurs                                                        | Brech                                   | Rue de Pont-Douar                       | 47° 43′ 15″ nord, 2° 59′ 52″ ouest |                |                                |                | Chapelle Notre-Dame-des-Fleurs                                              |
| Chapelle Notre-Dame-de-la-Route                                                       | Brech                                   | Mané-Salud                              | 47° 41′ 39″ nord, 3° 02′ 01″ ouest |                |                                |                | Chapelle Notre-Dame-de-la-Route                                             |
| Chapelle Saint-Clément                                                                | Brech                                   | Rue du Pré-au-Chanvre                   | 47° 43′ 13″ nord, 3° 01′ 26″ ouest |                |                                |                | Chapelle Saint-Clément                                                      |
| Chapelle Saint-Goal                                                                   | Brech                                   | Calan                                   | 47° 44′ 21″ nord, 3° 01′ 57″ ouest |                |                                |                | Chapelle Saint-Goal                                                         |
| Chapelle Saint-Jacques                                                                | Brech                                   | Route de Sainte-Anne-d'Auray            | 47° 43′ 10″ nord, 2° 59′ 35″ ouest | « PA00091055 » | Inscrit                        | 1946           | Chapelle Saint-Jacques                                                      |
| Chapelle Saint-Quirin                                                                 | Brech                                   | Saint-Guérin                            | 47° 42′ 06″ nord, 3° 00′ 17″ ouest | « PA00091056 » | Classé                         | 1993           | Chapelle Saint-Quirin                                                       |
| Chapelle Sainte-Anne de la chartreuse d'Auray                                         | Brech                                   | La Chartreuse                           | 47° 41′ 02″ nord, 3° 00′ 04″ ouest |                |                                |                | Image manquante Téléverser                                                  |
| Chartreuse d'Auray : chapelle dédiée aux victimes de l'expédition de Quiberon         | Brech                                   | La Chartreuse                           | 47° 41′ 02″ nord, 3° 00′ 04″ ouest | « PA00091057 » | Inscrit                        | 1943           | Image manquante Téléverser                                                  |
| Chapelle Saint-Isidore                                                                | Bréhan                                  | Saint-Isidore                           | 48° 05′ 57″ nord, 2° 40′ 26″ ouest |                |                                |                | Image manquante Téléverser                                                  |
| Chapelle Saint-Marc                                                                   | Bréhan                                  | Saint-Marc                              | à géolocaliser                     |                |                                |                | Image manquante Téléverser                                                  |
| Chapelle Saint-Yves                                                                   | Bréhan                                  | Saint-Yves                              | 48° 02′ 23″ nord, 2° 40′ 58″ ouest |                |                                |                | Chapelle Saint-Yves                                                         |
| Chapelle Notre-Dame-de-la-Salette                                                     | Bubry                                   | Locqueltas                              | 47° 57′ 05″ nord, 3° 09′ 16″ ouest | « IA00009228 » | Inventorié                     | 1986           | Chapelle Notre-Dame-de-la-Salette                                           |
| Chapelle Saint-Armel                                                                  | Bubry                                   | Saint-Armel                             | 47° 58′ 19″ nord, 3° 12′ 28″ ouest | « IA00009229 » | Inventorié                     | 1986           | Image manquante Téléverser                                                  |
| Chapelle Saint-Clément                                                                | Bubry                                   | Saint-Clément                           | 48° 00′ 22″ nord, 3° 08′ 56″ ouest | « IA00009230 » | Inventorié                     | 1986           | Chapelle Saint-Clément                                                      |
| Chapelle Saint-Guénaël                                                                | Bubry                                   | Locolven                                | 48° 01′ 12″ nord, 3° 09′ 50″ ouest | « IA00009231 » | Inventorié                     | 1986           | Chapelle Saint-Guénaël                                                      |
| Chapelle Saint-Hervé                                                                  | Bubry                                   | Saint-Hervé                             | 47° 56′ 59″ nord, 3° 10′ 51″ ouest | « IA00009233 » | Inventorié                     | 1986           | Image manquante Téléverser                                                  |
| Chapelle Saint-Tremeur                                                                | Bubry                                   | Saint-Trémeur                           | 47° 58′ 05″ nord, 3° 09′ 08″ ouest | « IA00009234 » | Inventorié                     | 1986           | Chapelle Saint-Tremeur                                                      |
| Chapelle Saint-Yves                                                                   | Bubry                                   | Saint-Yves                              | 47° 55′ 28″ nord, 3° 11′ 36″ ouest | « PA00091060 » | Inscrit                        | 1925           | Chapelle Saint-Yves                                                         |
| Chapelle Sainte-Hélène                                                                | Bubry                                   | Rue Sainte-Hélène                       | 47° 58′ 03″ nord, 3° 10′ 24″ ouest | « IA00009232 » | Inventorié                     | 1986           | Chapelle Sainte-Hélène                                                      |
| Chapelle du manoir de Kéraly                                                          | Bubry                                   | Kéraly                                  | 48° 01′ 19″ nord, 3° 09′ 00″ ouest |                |                                |                | Chapelle du manoir de Kéraly                                                |
| Chapelle Sainte-Anne                                                                  | Buléon                                  | Sainte-Anne                             | 47° 54′ 36″ nord, 2° 39′ 58″ ouest | « PA00091062 » | Inscrit                        | 1925           | Chapelle Sainte-Anne                                                        |
| Chapelle Saint-Antoine                                                                | Caden                                   | Le Bourg-Maria                          | 47° 37′ 58″ nord, 2° 15′ 42″ ouest | « IA00008667 » | Inventorié                     | 1986           | Image manquante Téléverser                                                  |
| Chapelle Saint-Armel                                                                  | Caden                                   | Saint-Armel                             | 47° 37′ 14″ nord, 2° 17′ 42″ ouest | « IA00008668 » | Inventorié                     | 1986           | Image manquante Téléverser                                                  |
| Chapelle Saint-Gildas                                                                 | Caden                                   | La Ville-ès-Cart                        | 47° 39′ 12″ nord, 2° 15′ 10″ ouest | « IA00008662 » | Inventorié                     | 1986           | Image manquante Téléverser                                                  |
| Chapelle Saint-Nicolas                                                                | Caden                                   | Saint-Nicolas                           | 47° 37′ 31″ nord, 2° 19′ 32″ ouest | « IA00008665 » | Inventorié                     | 1986           | Image manquante Téléverser                                                  |
| Chapelle Saint-Vincent                                                                | Caden                                   | Le Maunay                               | 47° 38′ 46″ nord, 2° 19′ 05″ ouest | « IA00008664 » | Inventorié                     | 1986           | Image manquante Téléverser                                                  |
| Chapelle Sainte-Marie                                                                 | Caden                                   | La Houssaie                             | 47° 39′ 12″ nord, 2° 15′ 10″ ouest | « IA00008657 » | Inventorié                     | 1986           | Image manquante Téléverser                                                  |
| Chapelle Notre-Dame-de-la-Salette                                                     | Camoël                                  | Route de la Grée                        | 47° 28′ 58″ nord, 2° 24′ 28″ ouest |                |                                |                | Chapelle Notre-Dame-de-la-Salette                                           |
| Chapelle Saint-Goal                                                                   | Camors                                  | Rue de la Scierie Locoal-Camors         | 47° 49′ 27″ nord, 3° 00′ 50″ ouest |                |                                |                | Chapelle Saint-Goal                                                         |
| Chapelle Saint-Gobrien                                                                | Camors                                  | RD 768                                  | 47° 51′ 28″ nord, 3° 00′ 32″ ouest |                |                                |                | Image manquante Téléverser                                                  |
| Chapelle Saint-Jean                                                                   | Campénéac                               | Saint-Jean                              | 47° 59′ 25″ nord, 2° 15′ 25″ ouest | « PA00091071 » | Inscrit                        | 1946           | Chapelle Saint-Jean                                                         |
| Chapelle Saint-Laurent                                                                | Campénéac                               | Saint-Laurent                           | 47° 57′ 48″ nord, 2° 20′ 29″ ouest | « PA00091071 » | Inscrit                        | 1946           | Image manquante Téléverser                                                  |
| Chapelle castrale Sainte-Anne de Quéjeau                                              | Campénéac                               | La Ville-Morhan                         | 47° 56′ 54″ nord, 2° 18′ 57″ ouest |                |                                |                | Image manquante Téléverser                                                  |
| Chapelle Notre-Dame-des-Vertus                                                        | Carentoir                               | La Meule                                | 47° 48′ 57″ nord, 2° 07′ 08″ ouest | « IA00009703 » | Inventorié                     | 1986           | Image manquante Téléverser                                                  |
| Chapelle Notre-Dame                                                                   | Carentoir                               | La Ronserais Quelneuc                   | 47° 51′ 04″ nord, 2° 04′ 05″ ouest |                |                                |                | Image manquante Téléverser                                                  |
| Chapelle Saint-Hyacinthe                                                              | Carentoir                               | La Haute-Boëxière                       | 47° 50′ 45″ nord, 2° 11′ 18″ ouest | « PA56000138 » | Inscrit                        | 2023           | Image manquante Téléverser                                                  |
| Chapelle Saint-Jacques                                                                | Carentoir                               | Saint-Jacques                           | 47° 47′ 37″ nord, 2° 08′ 46″ ouest | « IA00009693 » | Inventorié                     | 1986           | Image manquante Téléverser                                                  |
| Chapelle Saint-Marc                                                                   | Carentoir                               | Le Nouan                                | 47° 48′ 29″ nord, 2° 04′ 53″ ouest | « IA00009694 » | Inventorié                     | 1986           | Image manquante Téléverser                                                  |
| Chapelle du château de la Ville Quéno                                                 | Carentoir                               | La Ville-Quéno Quelneuc                 | 47° 50′ 08″ nord, 2° 04′ 38″ ouest |                |                                |                | Image manquante Téléverser                                                  |
| Chapelle de la Congrégation                                                           | Carnac                                  | Place de la Chapelle                    | 47° 35′ 04″ nord, 3° 04′ 44″ ouest |                |                                |                | Chapelle de la Congrégation                                                 |
| Chapelle du château de Kercado                                                        | Carnac                                  | Kercado                                 | 47° 35′ 47″ nord, 3° 03′ 10″ ouest |                |                                |                | Chapelle du château de Kercado                                              |
| Chapelle Notre-Dame-de-la-Croix                                                       | Carnac                                  | Kergroix                                | 47° 38′ 03″ nord, 3° 03′ 08″ ouest |                |                                |                | Image manquante Téléverser                                                  |
| Chapelle de la Madeleine                                                              | Carnac                                  | Kerguéarec                              | 47° 37′ 09″ nord, 3° 02′ 55″ ouest |                |                                |                | Image manquante Téléverser                                                  |
| Chapelle Saint-Aubin                                                                  | Carnac                                  | Le Hahon                                | 47° 37′ 58″ nord, 3° 05′ 45″ ouest |                |                                |                | Chapelle Saint-Aubin                                                        |
| Chapelle Saint-Colomban                                                               | Carnac                                  | Saint-Colomban                          | 47° 34′ 23″ nord, 3° 05′ 45″ ouest | « PA00091080 » | Inscrit                        | 1928           | Chapelle Saint-Colomban                                                     |
| Chapelle Saint-Guénolé                                                                | Carnac                                  | Coëtatouz                               | 47° 37′ 20″ nord, 3° 04′ 05″ ouest |                |                                |                | Image manquante Téléverser                                                  |
| Chapelle Saint-Michel                                                                 | Carnac                                  | Tumulus Saint-Michel                    | 47° 35′ 17″ nord, 3° 04′ 23″ ouest |                |                                |                | Chapelle Saint-Michel                                                       |
| Chapelle Saint-Yves                                                                   | Caro                                    | Saint-Yves                              | 47° 52′ 44″ nord, 2° 16′ 55″ ouest | « IA00010160 » | Inventorié                     | 1986           | Image manquante Téléverser                                                  |
| Chapelle Sainte-Anne                                                                  | Caro                                    | Le Thay                                 | 47° 51′ 04″ nord, 2° 22′ 04″ ouest | « IA00010165 » | Inventorié                     | 1986           | Image manquante Téléverser                                                  |
| Chapelle Notre-Dame (dite aussi Chapelle Notre-Dame-des-Neiges)                       | Caudan                                  | Trescouët                               | 47° 49′ 40″ nord, 3° 19′ 11″ ouest | « PA00091144 » | Inscrit · Site classé          | 1925 1932      | Chapelle Notre-Dame (dite aussi Chapelle Notre-Dame-des-Neiges)             |
| Chapelle Notre-Dame-de-Vérité                                                         | Caudan                                  | Nelhouët                                | 47° 49′ 18″ nord, 3° 22′ 57″ ouest | « PA00091145 » | Inscrit                        | 1934           | Chapelle Notre-Dame-de-Vérité                                               |
| Chapelle Notre-Dame                                                                   | La Chapelle-Neuve                       | Locmaria                                | 47° 50′ 57″ nord, 2° 57′ 22″ ouest | « PA00091152 » | Classé Inscrit                 | 1935 1975      | Chapelle Notre-Dame                                                         |
| Chapelle Notre-Dame-de-Bonne-Nouvelle                                                 | Cléguer                                 | Rue Charles-Renaud Le Bas-Pont-Scorff   | 47° 50′ 10″ nord, 3° 23′ 31″ ouest | « IA56000229 » | Inventorié                     | 1997           | Chapelle Notre-Dame-de-Bonne-Nouvelle                                       |
| Chapelle Saint-Étienne                                                                | Cléguer                                 | Saint-Étienne                           | 47° 52′ 45″ nord, 3° 23′ 33″ ouest | « IA56000238 » | Inventorié                     | 1997           | Chapelle Saint-Étienne                                                      |
| Chapelle Saint-Guénaël                                                                | Cléguer                                 | Saint-Guénaël                           | 47° 52′ 46″ nord, 3° 22′ 20″ ouest | « PA00091157 » | Inscrit                        | 1973           | Chapelle Saint-Guénaël                                                      |
| Chapelle Saint-Nicolas                                                                | Cléguer                                 | Keryard                                 | 47° 53′ 10″ nord, 3° 20′ 49″ ouest | « IA56000236 » | Inventorié                     | 1997           | Image manquante Téléverser                                                  |
| Chapelle du château de Meslien                                                        | Cléguer                                 | Meslien                                 | 47° 52′ 25″ nord, 3° 23′ 45″ ouest |                |                                |                | Image manquante Téléverser                                                  |
| Chapelle de la Madeleine                                                              | Cléguérec                               | La Madeleine                            | 48° 09′ 33″ nord, 3° 04′ 01″ ouest | « IA00009856 » | Inventorié                     | 1986           | Image manquante Téléverser                                                  |
| Chapelle Notre-Dame                                                                   | Cléguérec                               | Locmaria                                | 48° 06′ 12″ nord, 3° 02′ 02″ ouest | « IA00009839 » | Inventorié                     | 1986           | Image manquante Téléverser                                                  |
| Chapelle Saint-André                                                                  | Cléguérec                               | Langlo                                  | 48° 08′ 43″ nord, 3° 00′ 32″ ouest | « PA00091158 » | Inscrit                        | 1977           | Chapelle Saint-André                                                        |
| Chapelle Saint-Gildas                                                                 | Cléguérec                               | Locqueltas                              | 48° 06′ 17″ nord, 3° 00′ 13″ ouest | « IA00009840 » | Inventorié                     | 1986           | Image manquante Téléverser                                                  |
| Chapelle Saint-Jean-Bapstiste                                                         | Cléguérec                               | Saint-Jean                              | 48° 06′ 59″ nord, 3° 03′ 11″ ouest | « IA00009845 » | Inventorié                     | 1986           | Image manquante Téléverser                                                  |
| Chapelle Saint-Molvan                                                                 | Cléguérec                               | Rue de Saint-Molvan Porhors             | 48° 05′ 23″ nord, 3° 00′ 40″ ouest | « IA00009841 » | Inventorié                     | 1986           | Image manquante Téléverser                                                  |
| Chapelle Sainte-Anne                                                                  | Cléguérec                               | Boduic                                  | 48° 08′ 40″ nord, 3° 06′ 38″ ouest | « IA00009820 » | Inventorié                     | 1986           | Image manquante Téléverser                                                  |
| Chapelle de la Trinité                                                                | Cléguérec                               | La Trinité                              | 48° 07′ 11″ nord, 3° 05′ 27″ ouest | « PA00091159 » | Inscrit                        | 1973           | Chapelle de la Trinité                                                      |
| Capelle du château de Beauregard                                                      | Cléguérec                               | Beauregard                              | 48° 06′ 16″ nord, 3° 01′ 35″ ouest |                |                                |                | Image manquante Téléverser                                                  |
| Chapelle Notre-Dame                                                                   | Colpo                                   | Kerdroguen                              | 47° 48′ 54″ nord, 2° 46′ 51″ ouest | « PA00091161 » | Inscrit                        | 1946           | Chapelle Notre-Dame                                                         |
| Chapelle Saint-Méen                                                                   | Colpo                                   | Rue du Vieux-Colpo Vieux-Colpo          | 47° 49′ 33″ nord, 2° 48′ 42″ ouest | « IA00009488 » | Inventorié                     | 1986           | Image manquante Téléverser                                                  |
| Chapelle Saint-Éloi                                                                   | Concoret                                | La Bouvraie                             | 48° 03′ 25″ nord, 2° 12′ 11″ ouest |                |                                |                | Chapelle Saint-Éloi                                                         |
| Chapelle Notre-Dame                                                                   | Le Cours                                | Largrand                                | 47° 44′ 36″ nord, 2° 31′ 26″ ouest |                |                                |                | Image manquante Téléverser                                                  |
| Chapelle Notre-Dame                                                                   | Crach                                   | Plas Caër                               | 47° 36′ 17″ nord, 3° 00′ 02″ ouest |                |                                |                | Chapelle Notre-Dame                                                         |
| Chapelle Saint-André                                                                  | Crach                                   | Lomarec                                 | 47° 39′ 05″ nord, 2° 58′ 55″ ouest |                |                                |                | Chapelle Saint-André                                                        |
| Chapelle Saint-Aubin                                                                  | Crach                                   | Kervin-Brigitte                         | 47° 38′ 58″ nord, 3° 01′ 28″ ouest |                |                                |                | Image manquante Téléverser                                                  |
| Chapelle Saint-Jean                                                                   | Crach                                   | Kerourang                               | 47° 37′ 00″ nord, 3° 01′ 22″ ouest |                |                                |                | Chapelle Saint-Jean                                                         |
| Chapelle du château de Rosnarho                                                       | Crach                                   | Rosnarho                                | 47° 38′ 09″ nord, 2° 58′ 30″ ouest |                |                                |                | Image manquante Téléverser                                                  |
| Chapelle Saint-Maudan                                                                 | Crédin                                  | L'Écu                                   | 48° 01′ 56″ nord, 2° 42′ 39″ ouest |                |                                |                | Image manquante Téléverser                                                  |
| Chapelle Saint-Patern                                                                 | Le Croisty                              | Cimetière                               | 48° 04′ 07″ nord, 3° 21′ 46″ ouest |                |                                |                | Image manquante Téléverser                                                  |
| Chapelle Saint-Maudé                                                                  | La Croix-Helléan                        | Saint-Maudé                             | 47° 57′ 02″ nord, 2° 29′ 10″ ouest | « PA00091170 » | Inscrit                        | 1925           | Chapelle Saint-Maudé                                                        |
| Chapelle Saint-Yves                                                                   | Cruguel                                 | Saint-Yves                              | 47° 52′ 36″ nord, 2° 36′ 14″ ouest | « IA00121381 » | Inventorié                     | 1990           | Chapelle Saint-Yves                                                         |
| Chapelle du château des Timbrieux                                                     | Cruguel                                 | Les Timbrieux                           | 47° 52′ 15″ nord, 2° 35′ 07″ ouest | « PA00091174 » | Inscrit                        | 1925           | Chapelle du château des Timbrieux                                           |
| Chapelle Notre-Dame-de-la-Paix                                                        | Damgan                                  | Grande-Rue Kervoyal                     | 47° 31′ 01″ nord, 2° 33′ 20″ ouest |                |                                |                | Image manquante Téléverser                                                  |
| Chapelle Notre-Dame-de-la-Clarté                                                      | Elven                                   | Camarec                                 | 47° 44′ 38″ nord, 2° 38′ 16″ ouest |                |                                |                | Image manquante Téléverser                                                  |
| Chapelle Saint-Christophe                                                             | Elven                                   | Saint-Christophe                        | 47° 43′ 43″ nord, 2° 31′ 44″ ouest |                |                                |                | Image manquante Téléverser                                                  |
| Chapelle Saint-Clément                                                                | Elven                                   | Saint-Clément                           | 47° 42′ 14″ nord, 2° 35′ 49″ ouest | « PA00091176 » | Inscrit                        | 1973           | Chapelle Saint-Clément                                                      |
| Chapelle Saint-Germain                                                                | Elven                                   | Saint-Germain                           | 47° 45′ 37″ nord, 2° 35′ 31″ ouest |                |                                |                | Image manquante Téléverser                                                  |
| Chapelle Sainte-Anne                                                                  | Elven                                   | Rue de Ker-Anna Rue René-Descartes      | 47° 44′ 04″ nord, 2° 35′ 29″ ouest |                |                                |                | Chapelle Sainte-Anne                                                        |
| Chapelle du Sacré-Cœur du château de Kerfily                                          | Elven                                   | Kerfily                                 | 47° 45′ 33″ nord, 2° 36′ 41″ ouest |                |                                |                | Chapelle du Sacré-Cœur du château de Kerfily                                |
| Chapelle du château de Kerlo                                                          | Elven                                   | Kerlo                                   | 47° 43′ 47″ nord, 2° 37′ 49″ ouest |                |                                |                | Image manquante Téléverser                                                  |
| Chapelle Notre-Dame                                                                   | Erdeven                                 | Loperhet                                | 47° 37′ 03″ nord, 3° 08′ 40″ ouest |                |                                |                | Image manquante Téléverser                                                  |
| Chapelle Saint-Germain                                                                | Erdeven                                 | Saint-Germain                           | 47° 38′ 29″ nord, 3° 09′ 18″ ouest |                |                                |                | Image manquante Téléverser                                                  |
| Chapelle Saint-Sauveur                                                                | Erdeven                                 | Saint-Sauveur                           | 47° 38′ 22″ nord, 3° 07′ 11″ ouest |                |                                |                | Image manquante Téléverser                                                  |
| Chapelle des Sept-Saints                                                              | Erdeven                                 | Les Sept-Saints                         | 47° 39′ 16″ nord, 3° 10′ 33″ ouest |                |                                |                | Chapelle des Sept-Saints                                                    |
| Chapelle de la Vraie-Croix                                                            | Erdeven                                 | Rue Nationale Rue du Souvenir           | 47° 38′ 29″ nord, 3° 09′ 18″ ouest | « PA00091180 » | Inscrit                        | 1927           | Chapelle de la Vraie-Croix                                                  |
| Chapelle Notre-Dame-des-Fleurs de Moustoir-Remungol                                   | Évellys                                 | Moric Moustoir-Remungol                 | 47° 59′ 15″ nord, 2° 54′ 26″ ouest |                |                                |                | Chapelle Notre-Dame-des-Fleurs de Moustoir-Remungol                         |
| Chapelle du Sacré-Cœur de Moustoir-Remungol                                           | Évellys                                 | Kermaux Moustoir-Remungol               | 47° 58′ 52″ nord, 2° 55′ 22″ ouest |                |                                |                | Image manquante Téléverser                                                  |
| Chapelle Saint-Guénin de Naizin                                                       | Évellys                                 | Luzunin Naizin                          | 47° 58′ 39″ nord, 2° 49′ 41″ ouest |                |                                |                | Image manquante Téléverser                                                  |
| Chapelle Sainte-Brigide de Naizin                                                     | Évellys                                 | Sainte-Brigitte Naizin                  | 48° 01′ 07″ nord, 2° 48′ 23″ ouest |                |                                |                | Image manquante Téléverser                                                  |
| Chapelle Saint-Nicolas du château de Kerdréan                                         | Évellys                                 | Kerdréan Naizin                         | 48° 01′ 05″ nord, 2° 52′ 29″ ouest |                |                                |                | Image manquante Téléverser                                                  |
| Chapelle de la Madeleine de Remungol                                                  | Évellys                                 | La Madeleine Remungol                   | 47° 57′ 37″ nord, 2° 52′ 37″ ouest |                |                                |                | Image manquante Téléverser                                                  |
| Chapelle Sainte-Anne de Remungol                                                      | Évellys                                 | Rue du Bâtiment Remungol                | 47° 56′ 07″ nord, 2° 53′ 26″ ouest |                |                                |                | Image manquante Téléverser                                                  |
| Chapelle Saint-Julien du château de Kergroix                                          | Évellys                                 | Kergroix Remungol                       | 47° 56′ 40″ nord, 2° 53′ 40″ ouest |                |                                |                | Image manquante Téléverser                                                  |
| Chapelle Saint-Adrien                                                                 | Le Faouët                               | Lambéléguic                             | 48° 02′ 08″ nord, 3° 31′ 32″ ouest | « IA00008418 » | Inventorié                     | 1986           | Image manquante Téléverser                                                  |
| Chapelle Saint-Fiacre                                                                 | Le Faouët                               | Saint-Fiacre                            | 48° 00′ 51″ nord, 3° 29′ 13″ ouest | « PA00091190 » | Classé                         | 1889           | Chapelle Saint-Fiacre                                                       |
| Chapelle Saint-Jean                                                                   | Le Faouët                               | Saint-Jean                              | 48° 03′ 56″ nord, 3° 30′ 41″ ouest | « PA00091191 » | Inscrit                        | 1944           | Chapelle Saint-Jean                                                         |
| Chapelle Saint-Sébastien                                                              | Le Faouët                               | Saint-Sébastien                         | 48° 04′ 00″ nord, 3° 28′ 46″ ouest | « PA00091192 » | Classé                         | 1934           | Chapelle Saint-Sébastien                                                    |
| Chapelle Sainte-Barbe                                                                 | Le Faouët                               | Sainte-Barbe                            | 48° 02′ 33″ nord, 3° 28′ 48″ ouest | « PA00091189 » | Classé · Inscrit · Site classé | 1906 1928 1939 | Chapelle Sainte-Barbe                                                       |
| Chapelle du couvent des Ursulines                                                     | Le Faouët                               | Rue de Quimper                          | 48° 01′ 54″ nord, 3° 29′ 26″ ouest | « PA00091193 » | Inscrit                        | 1987           | Chapelle du couvent des Ursulines                                           |
| Oratoire Saint-Michel                                                                 | Le Faouët                               | Sainte-Barbe                            | 48° 02′ 32″ nord, 3° 28′ 46″ ouest |                |                                |                | Oratoire Saint-Michel                                                       |
| Chapelle Saint-Joseph                                                                 | La Gacilly                              | Le Boschet La Chapelle-Gaceline         | 47° 47′ 31″ nord, 2° 07′ 36″ ouest |                |                                |                | Chapelle Saint-Joseph                                                       |
| Chapelle Saint-Jugon                                                                  | La Gacilly                              | Saint-Jugon                             | 47° 46′ 29″ nord, 2° 10′ 50″ ouest | « IA00009743 » | Inventorié                     | 1986           | Image manquante Téléverser                                                  |
| Chapelle Saint-Léon                                                                   | La Gacilly                              | Cimetière de Glénac                     | 47° 43′ 32″ nord, 2° 07′ 53″ ouest | « IA00009755 » | Inventorié                     | 1986           | Image manquante Téléverser                                                  |
| Chapelle Notre-Dame                                                                   | Gestel                                  | Route de la Chapelle Kergornet          | 47° 48′ 48″ nord, 3° 26′ 04″ ouest | « IA56000159 » | Inventorié                     | 1972           | Chapelle Notre-Dame                                                         |
| Chapelle Sainte-Flamine                                                               | Gestel                                  | Chemin de Sainte-Flamine Kerlarmet      | 47° 48′ 46″ nord, 3° 25′ 15″ ouest | « IA56000161 » | Inventorié                     | 1972           | Chapelle Sainte-Flamine                                                     |
| Chapelle Notre-Dame-de-la-Consolation                                                 | Gourin                                  | Mousterien                              | 48° 06′ 14″ nord, 3° 38′ 37″ ouest | « IA00008808 » | Inventorié                     | 1986           | Image manquante Téléverser                                                  |
| Chapelle Notre-Dame-des-Victoires                                                     | Gourin                                  | Rue de la Vierge                        | 48° 06′ 14″ nord, 3° 38′ 37″ ouest |                |                                |                | Chapelle Notre-Dame-des-Victoires                                           |
| Chapelle Saint-Abibon                                                                 | Gourin                                  | Sainte-Julienne                         | 48° 05′ 59″ nord, 3° 36′ 59″ ouest | « IA00008812 » | Inventorié                     | 1986           | Image manquante Téléverser                                                  |
| Chapelle Saint-Claude                                                                 | Gourin                                  | Quilliou                                | 48° 06′ 47″ nord, 3° 37′ 01″ ouest | « IA00008810 » | Inventorié                     | 1986           | Image manquante Téléverser                                                  |
| Chapelle Saint-Guénolé                                                                | Gourin                                  | Droloré                                 | 48° 05′ 59″ nord, 3° 36′ 59″ ouest | « IA00008806 » | Inventorié                     | 1986           | Image manquante Téléverser                                                  |
| Chapelle Saint-Hervé                                                                  | Gourin                                  | Saint-Hervé                             | 48° 09′ 47″ nord, 3° 34′ 28″ ouest | « PA00091206 » | Classé                         | 1922           | Chapelle Saint-Hervé                                                        |
| Chapelle Saint-Nicolas                                                                | Gourin                                  | Saint-Nicolas                           | 48° 09′ 23″ nord, 3° 32′ 50″ ouest | « PA00091207 » | Inscrit                        | 1925           | Chapelle Saint-Nicolas                                                      |
| Chapelle Saint-Philibert                                                              | Gourin                                  | Landevec                                | 48° 08′ 22″ nord, 3° 35′ 27″ ouest | « IA00008811 » | Inventorié                     | 1986           | Image manquante Téléverser                                                  |
| Chapelle Saint-Symphorien                                                             | Gourin                                  | Bever                                   | 48° 08′ 39″ nord, 3° 40′ 00″ ouest | « IA00008809 » | Inventorié                     | 1986           | Image manquante Téléverser                                                  |
| Chapelle Sainte-Jeanne-d'Arc (au sein du collège et lycée Sainte-Jeanne-d'Arc)        | Gourin                                  | Rue de Pen-an-Traon                     | 48° 08′ 21″ nord, 3° 36′ 34″ ouest |                |                                |                | Image manquante Téléverser                                                  |
| Chapelle Notre-Dame du Burgo                                                          | Grand-Champ                             | Burgo                                   | 47° 45′ 03″ nord, 2° 48′ 50″ ouest | « PA00091212 » | Classé                         | 1931           | Chapelle Notre-Dame du Burgo                                                |
| Chapelle Notre-Dame du Moustoir-des-Fleurs                                            | Grand-Champ                             | Le Moustoir-des-Fleurs                  | 47° 43′ 47″ nord, 2° 48′ 29″ ouest |                |                                |                | Chapelle Notre-Dame du Moustoir-des-Fleurs                                  |
| Chapelle Notre-Dame-du-Cloître                                                        | Grand-Champ                             | Kerret                                  | 47° 47′ 47″ nord, 2° 50′ 30″ ouest | « IA00009367 » | Inventorié                     | 1986           | Image manquante Téléverser                                                  |
| Chapelle Saint-Jean-Baptiste                                                          | Grand-Champ                             | Lopabu                                  | 47° 46′ 14″ nord, 2° 52′ 01″ ouest | « IA00009373 » | Inventorié                     | 1986           | Image manquante Téléverser                                                  |
| Chapelle Saint-Michel                                                                 | Grand-Champ                             | Locmiquel                               | 47° 46′ 14″ nord, 2° 52′ 01″ ouest | « IA00009372 » | Inventorié                     | 1986           | Image manquante Téléverser                                                  |
| Chapelle Saint-Yves                                                                   | Grand-Champ                             | Rue de Saint-Yves                       | 47° 45′ 31″ nord, 2° 50′ 36″ ouest | « IA00009356 » | Inventorié                     | 1986           | Chapelle Saint-Yves                                                         |
| Chapelle Sainte-Brigitte                                                              | Grand-Champ                             | Loperhet                                | 47° 47′ 47″ nord, 2° 52′ 16″ ouest | « PA00091213 » | Classé                         | 1936           | Chapelle Sainte-Brigitte                                                    |
| Chapelle Sainte-Emérance                                                              | Grand-Champ                             | Locméren-des-Bois                       | 47° 46′ 58″ nord, 2° 48′ 20″ ouest | « IA00009371 » | Inventorié                     | 1986           | Image manquante Téléverser                                                  |
| Chapelle Notre-Dame du château du Rest                                                | Grand-Champ                             | Le Rest                                 | 47° 43′ 04″ nord, 2° 48′ 34″ ouest | « IA00009382 » | Inventorié                     | 1986           | Image manquante Téléverser                                                  |
| Oratoire Saint-Mamert                                                                 | Grand-Champ                             | Kerfur                                  | à géolocaliser                     | « IA00009388 » | Inventorié                     | 1986           | Image manquante Téléverser                                                  |
| Chapelle Saint-Sébastien                                                              | La Grée-Saint-Laurent                   | Saint-Sébastien                         | 48° 00′ 09″ nord, 2° 30′ 37″ ouest | « IA00121402 » | Inventorié                     | 1990           | Chapelle Saint-Sébastien                                                    |
| Chapelle Notre-Dame-du-Calme                                                          | Groix                                   | Le Méné                                 | 47° 38′ 22″ nord, 3° 26′ 01″ ouest |                |                                |                | Chapelle Notre-Dame-du-Calme                                                |
| Chapelle Notre-Dame-de-Plasmanec                                                      | Groix                                   | Place Notre-Dame Locmaria               | 47° 37′ 44″ nord, 3° 26′ 00″ ouest |                |                                |                | Chapelle Notre-Dame-de-Plasmanec                                            |
| Chapelle Saint-Léonard                                                                | Groix                                   | Quelhuit                                | 47° 38′ 56″ nord, 3° 29′ 02″ ouest |                |                                |                | Chapelle Saint-Léonard                                                      |
| Chapelle de la Trinité                                                                | Groix                                   | Rue Marie-Le-Fur Route de Kergathouarn  | 47° 38′ 56″ nord, 3° 29′ 02″ ouest |                |                                |                | Chapelle de la Trinité                                                      |
| Chapelle Saint-Antoine                                                                | Guégon                                  | Trévenaleuc                             | 47° 55′ 17″ nord, 2° 33′ 15″ ouest | « IA00121494 » | Inventorié                     | 1987           | Image manquante Téléverser                                                  |
| Chapelle Saint-Gildas                                                                 | Guégon                                  | Saint-Gildas                            | 47° 55′ 46″ nord, 2° 35′ 54″ ouest | « IA00121491 » | Inventorié                     | 1987           | Chapelle Saint-Gildas                                                       |
| Chapelle Saint-Méen                                                                   | Guégon                                  | Le Borne                                | 47° 55′ 36″ nord, 2° 37′ 13″ ouest | « IA00121492 » | Inventorié                     | 1987           | Chapelle Saint-Méen                                                         |
| Chapelle Saint-Mélec                                                                  | Guégon                                  | Trégranteur                             | 47° 54′ 03″ nord, 2° 32′ 42″ ouest | « PA00091226 » | Inscrit                        | 1925           | Chapelle Saint-Mélec                                                        |
| Chapelle Saint-Michel                                                                 | Guéhenno                                | Le Mont                                 | 47° 53′ 14″ nord, 2° 38′ 05″ ouest |                |                                |                | Chapelle Saint-Michel                                                       |
| Chapelle Notre-Dame                                                                   | Guénin                                  | Manéguen                                | 47° 54′ 59″ nord, 2° 57′ 14″ ouest | « PA00091241 » | Classé Inscrit                 | 1963           | Chapelle Notre-Dame                                                         |
| Chapelle Saint-Cado                                                                   | Guénin                                  | Koh-Koëd                                | 47° 53′ 50″ nord, 2° 55′ 39″ ouest | « IA56001698 » | Inventorié                     | 2002           | Image manquante Téléverser                                                  |
| Chapelle Saint-Michel                                                                 | Guénin                                  | Manéguen                                | 47° 54′ 55″ nord, 2° 57′ 21″ ouest | « IA56001877 » | Inventorié                     | 2002           | Chapelle Saint-Michel                                                       |
| Chapelle Saint-Nicodème                                                               | Guénin                                  | Saint-Nicodème                          | 47° 54′ 32″ nord, 2° 56′ 19″ ouest | « IA56001634 » | Inventorié                     | 2002           | Chapelle Saint-Nicodème                                                     |
| Chapelle Notre-Dame                                                                   | Guer                                    | Prado                                   | 47° 54′ 41″ nord, 2° 05′ 41″ ouest | « IA00009146 » | Classé                         | 1986           | Chapelle Notre-Dame                                                         |
| Chapelle Saint-Étienne                                                                | Guer                                    | Saint-Étienne                           | 47° 54′ 18″ nord, 2° 10′ 17″ ouest | « PA00091244 » | Classé                         | 1971           | Chapelle Saint-Étienne                                                      |
| Chapelle Saint-Marc                                                                   | Guer                                    | Saint-Marc                              | à géolocaliser                     | « IA00009143 » | Inventorié                     | 1977           | Chapelle Saint-Marc                                                         |
| Chapelle Saint-Nicolas                                                                | Guer                                    | Saint-Nicolas                           | 47° 53′ 02″ nord, 2° 07′ 27″ ouest | « IA00009141 » | Classé                         | 1986           | Chapelle Saint-Nicolas                                                      |
| Chapelle Saint-Thomas                                                                 | Guer                                    | Rue Saint-Thomas                        | 47° 54′ 20″ nord, 2° 07′ 22″ ouest | « IA00009144 » | Classé                         | 1986           | Image manquante Téléverser                                                  |
| Chapelle du château de Coëtbo                                                         | Guer                                    | Coëtbo                                  | 47° 52′ 34″ nord, 2° 07′ 35″ ouest | « PA00091245 » | Classé                         | 1993           | Chapelle du château de Coëtbo                                               |
| Chapelle Notre-Dame                                                                   | Guer                                    | Le Crotais                              | 47° 54′ 41″ nord, 2° 05′ 41″ ouest | « IA00009139 » | Classé                         | 1986           | Image manquante Téléverser                                                  |
| Chapelle Notre-Dame-de-Quelven                                                        | Guern                                   | Quelven                                 | 48° 01′ 47″ nord, 3° 03′ 47″ ouest | « PA00091251 » | Classé Inscrit Inscrit         | 1840 1925 1929 | Chapelle Notre-Dame-de-Quelven                                              |
| Chapelle Saint-Éloi                                                                   | Guern                                   | Rue des Lilas Boderel                   | 48° 00′ 56″ nord, 3° 04′ 18″ ouest | « IA00010493 » | Inventorié                     | 1986           | Image manquante Téléverser                                                  |
| Chapelle Saint-Gilles                                                                 | Guern                                   | Guermeur                                | 48° 00′ 56″ nord, 3° 04′ 18″ ouest | « IA00010494 » | Inventorié                     | 1986           | Image manquante Téléverser                                                  |
| Chapelle Saint-Jean                                                                   | Guern                                   | Rue Jean-Robic Saint-Jean               | 48° 01′ 05″ nord, 3° 07′ 35″ ouest | « IA00010515 » | Inventorié                     | 1986           | Image manquante Téléverser                                                  |
| Chapelle Saint-Meldéoc                                                                | Guern                                   | Locmeltro                               | 48° 02′ 49″ nord, 3° 08′ 44″ ouest | « PA00091249 » | Inscrit                        | 1976           | Chapelle Saint-Meldéoc                                                      |
| Chapelle Saint-Salomon                                                                | Guern                                   | Saint-Salomon                           | 48° 03′ 32″ nord, 3° 07′ 41″ ouest | « IA00010517 » | Inventorié                     | 1986           | Image manquante Téléverser                                                  |
| Chapelle de la Madeleine                                                              | Guidel                                  | La Madeleine                            | 47° 48′ 38″ nord, 3° 27′ 26″ ouest | « IA56000265 » | Inventorié                     | 1998           | Chapelle de la Madeleine                                                    |
| Chapelle Notre-Dame                                                                   | Guidel                                  | Rue Grégoire-Gautier Locmaria           | 47° 50′ 07″ nord, 3° 31′ 22″ ouest | « IA56000269 » | Inventorié                     | 1998           | Chapelle Notre-Dame                                                         |
| Chapelle Notre-Dame-de-Pitié                                                          | Guidel                                  | Le Pouldu                               | 47° 50′ 07″ nord, 3° 31′ 22″ ouest | « IA56000264 » | Inventorié                     | 1998           | Image manquante Téléverser                                                  |
| Chapelle Saint-Fiacre                                                                 | Guidel                                  | Route de Saint-Fiacre Saint-Fiacre      | 47° 46′ 59″ nord, 3° 30′ 08″ ouest | « IA56000268 » | Inventorié                     | 1998           | Chapelle Saint-Fiacre                                                       |
| Chapelle Saint-Laurent                                                                | Guidel                                  | Kerdalhué                               | 47° 49′ 38″ nord, 3° 28′ 01″ ouest | « IA56000267 » | Inventorié                     | 1998           | Chapelle Saint-Laurent                                                      |
| Chapelle Saint-Mathieu                                                                | Guidel                                  | Saint-Mathieu                           | 47° 45′ 24″ nord, 3° 28′ 59″ ouest | « PA00091258 » | Inscrit                        | 1934           | Chapelle Saint-Mathieu                                                      |
| Chapelle Saint-Michel                                                                 | Guidel                                  | Saint-Michel                            | 47° 48′ 24″ nord, 3° 30′ 27″ ouest | « IA56000267 » | Inventorié                     | 1998           | Chapelle Saint-Michel                                                       |
| Chapelle Saint-Nicodème                                                               | Guilliers                               | La Grande-Touche                        | 48° 03′ 38″ nord, 2° 23′ 08″ ouest |                |                                |                | Image manquante Téléverser                                                  |
| Chapelle Notre-Dame                                                                   | Guiscriff                               | Locmaria                                | 48° 02′ 10″ nord, 3° 33′ 13″ ouest | « IA00008506 » | Inventorié                     | 1986           | Chapelle Notre-Dame                                                         |
| Chapelle Saint-Antoine                                                                | Guiscriff                               | Saint-Antoine                           | 48° 00′ 47″ nord, 3° 35′ 44″ ouest | « PA00091269 » | Inscrit                        | 1937           | Chapelle Saint-Antoine                                                      |
| Chapelle Saint-Éloi                                                                   | Guiscriff                               | Saint-Éloi                              | 47° 59′ 05″ nord, 3° 37′ 34″ ouest | « PA00091270 » | Inscrit                        | 1925           | Chapelle Saint-Éloi                                                         |
| Chapelle Saint-Guenhaël                                                               | Guiscriff                               | Cosquer-Saint-Guénaël                   | 47° 59′ 28″ nord, 3° 38′ 08″ ouest | « IA00008505 » | Inventorié                     | 1986           | Chapelle Saint-Guenhaël                                                     |
| Chapelle Saint-Mathurin                                                               | Guiscriff                               | Kerlaz                                  | 48° 04′ 39″ nord, 3° 39′ 51″ ouest | « IA00008509 » | Inventorié                     | 1986           | Image manquante Téléverser                                                  |
| Chapelle Saint-Maudé                                                                  | Guiscriff                               | Saint-Maudé                             | 48° 03′ 12″ nord, 3° 36′ 22″ ouest | « PA00091271 » | Inscrit                        | 1925           | Chapelle Saint-Maudé                                                        |
| Chapelle Saint-Tugdual                                                                | Guiscriff                               | Saint-Tugdual                           | 48° 02′ 15″ nord, 3° 34′ 49″ ouest | « IA00008508 » | Inventorié                     | 1986           | Chapelle Saint-Tugdual                                                      |
| Chapelle Notre-Dame-des-Sept-Douleurs                                                 | Hennebont                               | Rue Toussaint-Le-Carff Langroix         | 47° 49′ 30″ nord, 3° 14′ 51″ ouest | « IA00009568 » | Inventorié                     | 1986           | Image manquante Téléverser                                                  |
| Chapelle Saint-Antoine                                                                | Hennebont                               | Saint-Antoine                           | 47° 47′ 45″ nord, 3° 15′ 24″ ouest | « IA00009569 » | Inventorié                     | 1986           | Image manquante Téléverser                                                  |
| Chapelle Saint-Gunthiern                                                              | Hennebont                               | Locoyarn                                | 47° 47′ 10″ nord, 3° 17′ 23″ ouest | « PA00091278 » | Classé                         | 1993           | Chapelle Saint-Gunthiern                                                    |
| Chapelle                                                                              | Hennebont                               | Rue du Guiriel                          | 47° 48′ 06″ nord, 3° 17′ 06″ ouest |                |                                |                | Image manquante Téléverser                                                  |
| Chapelle Notre-Dame-de-Lourdes                                                        | Île-d'Arz                               | Ilur                                    | 47° 34′ 24″ nord, 2° 47′ 22″ ouest | « IA56000135 » | Inventorié                     | 1976           | Chapelle Notre-Dame-de-Lourdes                                              |
| Chapelle Notre-Dame-d'Espérance                                                       | Île-aux-Moines                          | Rue de la Mairie Locmiquel              | 47° 35′ 52″ nord, 2° 50′ 42″ ouest | « IA56000096 » | Inventorié                     | 1976           | Image manquante Téléverser                                                  |
| Chapelle Sainte-Anne du château du Guéric                                             | Île-aux-Moines                          | Le Guéric                               | 47° 35′ 33″ nord, 2° 50′ 20″ ouest | « IA56000100 » | Inventorié                     | 1976           | Chapelle Sainte-Anne du château du Guéric                                   |
| Chapelle Notre-Dame                                                                   | Inguiniel                               | Locmaria                                | 47° 57′ 45″ nord, 3° 15′ 20″ ouest | « PA00091307 » | Inscrit                        | 1934           | Chapelle Notre-Dame                                                         |
| Chapelle Saint-Claude                                                                 | Inguiniel                               | Saint-Claude                            | 47° 56′ 32″ nord, 3° 13′ 45″ ouest | « PA00091308 » | Inscrit                        | 1974           | Chapelle Saint-Claude                                                       |
| Chapelle Saint-Cornély                                                                | Inguiniel                               | Lochrist                                | 47° 57′ 49″ nord, 3° 14′ 27″ ouest | « IA00009256 » | Inventorié                     | 1986           | Image manquante Téléverser                                                  |
| Chapelle Saint-Maurice                                                                | Inguiniel                               | Saint-Maurice                           | 47° 55′ 27″ nord, 3° 15′ 06″ ouest | « IA00009259 » | Inventorié                     | 1986           | Chapelle Saint-Maurice                                                      |
| Chapelle de la Congrégation                                                           | Josselin                                | Place de la Congrégation                | 47° 57′ 11″ nord, 2° 32′ 52″ ouest | « IA00121566 » | Inventorié                     | 1992           | Chapelle de la Congrégation                                                 |
| Chapelle conventuelle Notre-Dame                                                      | Josselin                                | 3 rue Lucien-Briend                     | 47° 57′ 18″ nord, 2° 32′ 43″ ouest | « IA00121570 » | Inventorié                     | 1992           | Image manquante Téléverser                                                  |
| Chapelle Saint-Jacques                                                                | Josselin                                | Hôpital Saint-Jacques Rue Saint-Jacques | 47° 57′ 27″ nord, 2° 32′ 49″ ouest | « IA00121581 » | Inventorié                     | 1992           | Image manquante Téléverser                                                  |
| Chapelle conventuelle Saint-Joachim                                                   | Josselin                                | 2 rue Lucien-Briend                     | 47° 57′ 18″ nord, 2° 32′ 43″ ouest | « IA00121565 » | Inventorié                     | 1992           | Image manquante Téléverser                                                  |
| Chapelle Saint-Michel                                                                 | Josselin                                | Rue Georges-Le-Berd                     | à géolocaliser                     | « IA00121569 » | Inventorié                     | 1992           | Image manquante Téléverser                                                  |
| Chapelle Sainte-Croix                                                                 | Josselin                                | Rue de la Chapelle                      | 47° 57′ 05″ nord, 2° 33′ 06″ ouest | « PA00091313 » | Inscrit                        | 1975           | Chapelle Sainte-Croix                                                       |
| Chapelle funéraire de la famille Rohan-Chabot                                         | Josselin                                |                                         | à géolocaliser                     | « IA00121551 » | Inventorié                     | 1992           | Image manquante Téléverser                                                  |
| Chapelle Saint-Mérec                                                                  | Kergrist                                | Saint-Mérec                             | 48° 09′ 09″ nord, 2° 56′ 17″ ouest | « IA00009872 » | Inventorié                     | 1986           | Image manquante Téléverser                                                  |
| Chapelle Notre-Dame-de-la-Clarté                                                      | Kervignac                               | Locadour                                | 47° 45′ 33″ nord, 3° 16′ 04″ ouest | « PA00091328 » | Inscrit                        | 1925           | Chapelle Notre-Dame-de-la-Clarté                                            |
| Chapelle Saint-Abibon                                                                 | Kervignac                               | Trévidel                                | 47° 47′ 55″ nord, 3° 12′ 46″ ouest |                |                                |                | Image manquante Téléverser                                                  |
| Chapelle Saint-Adrien                                                                 | Kervignac                               | Keroual                                 | 47° 46′ 53″ nord, 3° 12′ 42″ ouest |                |                                |                | Image manquante Téléverser                                                  |
| Chapelle Saint-Efflam                                                                 | Kervignac                               | Saint-Efflam                            | 47° 44′ 39″ nord, 3° 16′ 23″ ouest |                |                                |                | Chapelle Saint-Efflam                                                       |
| Chapelle Saint-Jean                                                                   | Kervignac                               | Locjean                                 | 47° 45′ 53″ nord, 3° 12′ 45″ ouest |                |                                |                | Image manquante Téléverser                                                  |
| Chapelle Saint-Laurent                                                                | Kervignac                               | Saint-Laurent                           | 47° 45′ 17″ nord, 3° 12′ 27″ ouest |                |                                |                | Image manquante Téléverser                                                  |
| Chapelle Sainte-Marie-Madeleine                                                       | Kervignac                               | Locmaria                                | 47° 45′ 18″ nord, 3° 13′ 23″ ouest |                |                                |                | Image manquante Téléverser                                                  |
| Chapelle Saint-Maurille                                                               | Landaul                                 | Langonbrach                             | 47° 44′ 31″ nord, 3° 07′ 06″ ouest |                |                                |                | Chapelle Saint-Maurille                                                     |
| Chapelle Saint-Michel                                                                 | Landaul                                 | Branzého                                | 47° 44′ 37″ nord, 3° 05′ 23″ ouest |                |                                |                | Image manquante Téléverser                                                  |
| Chapelle du château de Kerambourg                                                     | Landaul                                 | Kerambourg                              | 47° 45′ 00″ nord, 3° 05′ 29″ ouest |                |                                |                | Image manquante Téléverser                                                  |
| Chapelle Notre-Dame                                                                   | Landévant                               | Locmaria-er-Hoët                        | 47° 45′ 29″ nord, 3° 05′ 22″ ouest | « PA00091332 » | Inscrit                        | 1925           | Chapelle Notre-Dame                                                         |
| Chapelle Saint-Laurent                                                                | Landévant                               | Penhèr                                  | 47° 47′ 39″ nord, 3° 05′ 42″ ouest |                |                                |                | Image manquante Téléverser                                                  |
| Chapelle Saint-Nicolas                                                                | Landévant                               | Rue de Saint-Nicolas                    | 47° 45′ 52″ nord, 3° 07′ 54″ ouest |                |                                |                | Image manquante Téléverser                                                  |
| Chapelle Sainte-Brigitte                                                              | Landévant                               | Kerzauz                                 | 47° 46′ 13″ nord, 3° 07′ 50″ ouest |                |                                |                | Image manquante Téléverser                                                  |
| Chapelle Saint-Cornély                                                                | Lanester                                | Rue de Locunel Locunel                  | 47° 45′ 15″ nord, 3° 19′ 41″ ouest |                |                                |                | Chapelle Saint-Cornély                                                      |
| Chapelle Saint-Guénaël                                                                | Lanester                                | Rue Saint-Guénaël Saint-Guénaël         | 47° 45′ 32″ nord, 3° 18′ 53″ ouest |                |                                |                | Chapelle Saint-Guénaël                                                      |
| Chapelle Saint-Yves                                                                   | Lanester                                | Route de la Chapelle Le Resto           | 47° 46′ 46″ nord, 3° 17′ 36″ ouest |                |                                |                | Image manquante Téléverser                                                  |
| Chapelle Notre-Dame                                                                   | Langoëlan                               | Locmaria                                | 48° 07′ 50″ nord, 3° 13′ 31″ ouest | « IA00008302 » | Inventorié                     | 1986           | Chapelle Notre-Dame                                                         |
| Ruines de la chapelle Saint-Efflam                                                    | Langoëlan                               | Cauraden                                | 48° 08′ 31″ nord, 3° 14′ 34″ ouest | « IA00008301 » | Inventorié                     | 1986           | Image manquante Téléverser                                                  |
| Chapelle Saint-Houarno                                                                | Langoëlan                               | Saint-Houarno                           | 48° 05′ 55″ nord, 3° 13′ 37″ ouest | « IA00008299 » | Inventorié                     | 1986           | Chapelle Saint-Houarno                                                      |
| Chapelle Saint-Servais aussi nommée chapelle Saint-Sylvestre                          | Langoëlan                               | Cauraden                                | 48° 08′ 05″ nord, 3° 15′ 19″ ouest | « IA00008305 » | Inventorié                     | 1986           | Chapelle Saint-Servaisaussi nommée chapelle Saint-Sylvestre                 |
| Chapelle de la Trinité                                                                | Langoëlan                               | Quénépévan                              | 48° 06′ 03″ nord, 3° 12′ 59″ ouest | « IA00008300 » | Inventorié                     | 1986           | Chapelle de la Trinité                                                      |
| Chapelle Notre-Dame-de-Pitié                                                          | Langonnet                               | La Chapelle-Neuve                       | 48° 06′ 05″ nord, 3° 30′ 59″ ouest | « PA00091335 » | Inscrit                        | 1973 1974      | Chapelle Notre-Dame-de-Pitié                                                |
| Chapelle Saint-Brandan                                                                | Langonnet                               | Saint-Brandan                           | 48° 07′ 13″ nord, 3° 26′ 44″ ouest | « IA00008864 » | Inventorié                     | 1986           | Chapelle Saint-Brandan                                                      |
| Chapelle Saint-Germain                                                                | Langonnet                               | Saint-Germain                           | 48° 06′ 01″ nord, 3° 28′ 55″ ouest | « PA00091336 » | Inscrit                        | 1934           | Chapelle Saint-Germain                                                      |
| Chapelle Saint-Guénolé                                                                | Langonnet                               | Saint-Guénolé                           | 48° 07′ 02″ nord, 3° 31′ 15″ ouest | « IA00008866 » | Inventorié                     | 1986           | Image manquante Téléverser                                                  |
| Chapelle Saint-Isaac-et-Saint-Cornély                                                 | Langonnet                               | Moustriziac                             | 48° 06′ 48″ nord, 3° 30′ 02″ ouest | « IA00008865 » | Inventorié                     | 1986           | Image manquante Téléverser                                                  |
| Chapelle Sainte-Madeleine                                                             | Langonnet                               | La Madeleine                            | 48° 08′ 53″ nord, 3° 31′ 16″ ouest | « IA00008867 » | Inventorié                     | 1986           | Image manquante Téléverser                                                  |
| Chapelle du château de Keraudrénic                                                    | Langonnet                               | Keraudrénic                             | 48° 07′ 32″ nord, 3° 28′ 46″ ouest |                |                                |                | Image manquante Téléverser                                                  |
| Chapelle Notre-Dame-des-Fleurs                                                        | Languidic                               | Rue des Fleurs                          | 47° 49′ 55″ nord, 3° 09′ 22″ ouest | « PA00091344 » | Classé                         | 1922           | Chapelle Notre-Dame-des-Fleurs                                              |
| Chapelle Notre-Dame-de-Grâce                                                          | Languidic                               | Lambézégan                              | 47° 52′ 25″ nord, 3° 06′ 33″ ouest | « IA00009592 » | Inventorié                     | 1986           | Chapelle Notre-Dame-de-Grâce                                                |
| Chapelle Notre-Dame-du-Bon-Secours                                                    | Languidic                               | Kervréhan                               | 47° 49′ 02″ nord, 3° 08′ 40″ ouest |                |                                |                | Image manquante Téléverser                                                  |
| Chapelle Saint-Abibon                                                                 | Languidic                               | Rue des Écoles Tréauray                 | 47° 47′ 14″ nord, 3° 09′ 42″ ouest | « IA00009603 » | Inventorié                     | 1986           | Chapelle Saint-Abibon                                                       |
| Chapelle Saint-Donatien                                                               | Languidic                               | Saint-Donatien                          | 47° 52′ 08″ nord, 3° 08′ 41″ ouest | « IA00009597 » | Inventorié                     | 1986           | Image manquante Téléverser                                                  |
| Chapelle Saint-Étienne                                                                | Languidic                               | Saint-Étienne                           | 47° 49′ 18″ nord, 3° 10′ 38″ ouest | « IA00009593 » | Inventorié                     | 1986           | Image manquante Téléverser                                                  |
| Chapelle Saint-Germain                                                                | Languidic                               | Saint-Germain                           | 47° 48′ 53″ nord, 3° 13′ 48″ ouest | « IA00009601 » | Inventorié                     | 1986           | Image manquante Téléverser                                                  |
| Chapelle Saint-Jacques                                                                | Languidic                               | Kergohann                               | 47° 48′ 02″ nord, 3° 09′ 11″ ouest | « IA00009602 » | Inventorié                     | 1986           | Chapelle Saint-Jacques                                                      |
| Chapelle Saint-Jean                                                                   | Languidic                               | Saint-Jean                              | 47° 49′ 49″ nord, 3° 07′ 19″ ouest | « IA00009600 » | Inventorié                     | 1986           | Chapelle Saint-Jean                                                         |
| Ruines de la chapelle Saint-Luc                                                       | Languidic                               | Place Saint-Luc Kergonan                | 47° 51′ 42″ nord, 3° 05′ 28″ ouest | « IA00009594 » | Inventorié                     | 1986           | Image manquante Téléverser                                                  |
| Chapelle Saint-Maur                                                                   | Languidic                               | Kernec                                  | 47° 51′ 25″ nord, 3° 10′ 50″ ouest | « IA00009599 » | Inventorié                     | 1986           | Chapelle Saint-Maur                                                         |
| Chapelle Saint-Nicolas                                                                | Languidic                               | Saint-Nicolas                           | 47° 51′ 15″ nord, 3° 08′ 08″ ouest | « IA00009598 » | Inventorié                     | 1986           | Chapelle Saint-Nicolas                                                      |
| Chapelle Saint-Sylvestre                                                              | Languidic                               | Kervréhan                               | 47° 49′ 03″ nord, 3° 08′ 39″ ouest | « IA00009604 » | Inventorié                     | 1986           | Image manquante Téléverser                                                  |
| Chapelle Saint-Tremeur                                                                | Languidic                               | Penhoët                                 | 47° 50′ 13″ nord, 3° 04′ 51″ ouest | « IA00009596 » | Inventorié                     | 1986           | Chapelle Saint-Tremeur                                                      |
| Chapelle Saint-Urlo                                                                   | Languidic                               | Kerourio-Saint-Maur                     | 47° 50′ 25″ nord, 3° 11′ 44″ ouest | « IA00009595 » | Inventorié                     | 1986           | Chapelle Saint-Urlo                                                         |
| Chapelle Saint-Hubert                                                                 | Forges de Lanouée                       | Rue Saint-Hubert Lanouée                | 48° 00′ 12″ nord, 2° 34′ 56″ ouest | « IA00121416 » | Inventorié                     | 1990           | Chapelle Saint-Hubert                                                       |
| Chapelle Saint-Mélec                                                                  | Forges de Lanouée                       | Pomeleuc Lanouée                        | 47° 58′ 43″ nord, 2° 37′ 24″ ouest | « IA00121429 » | Inventorié                     | 1990           | Chapelle Saint-Mélec                                                        |
| Chapelle Saint-Mélec                                                                  | Lanvaudan                               | Lomelec                                 | 47° 53′ 39″ nord, 3° 12′ 13″ ouest | « IA00009273 » | Inventorié                     | 1986           | Image manquante Téléverser                                                  |
| Chapelle Saint-Georges                                                                | Lanvénégen                              | Saint-Georges                           | 48° 01′ 01″ nord, 3° 31′ 08″ ouest | « IA00008443 » | Inventorié                     | 1986           | Chapelle Saint-Georges                                                      |
| Chapelle Saint-Melaine                                                                | Lanvénégen                              | Pont-Saint-Mélaine                      | 47° 59′ 52″ nord, 3° 29′ 36″ ouest | « IA00008442 » | Inventorié                     | 1986           | Chapelle Saint-Melaine                                                      |
| Chapelle Saint-Urlo                                                                   | Lanvénégen                              | Saint-Urlo                              | 48° 01′ 08″ nord, 3° 32′ 43″ ouest | « PA00091354 » | Classé                         | 1932           | Chapelle Saint-Urlo                                                         |
| Ruines de la chapelle de la Trinité                                                   | Lanvénégen                              | La Trintié                              | 47° 59′ 29″ nord, 3° 34′ 18″ ouest | « PA00091353 » | Inscrit                        | 1948           | Ruines de la chapelle de la Trinité                                         |
| Chapelle Sainte-Anne                                                                  | Larmor-Baden                            | Île de Berder                           | 47° 34′ 55″ nord, 2° 53′ 06″ ouest | « IA56000124 » | Inventorié                     | 1991           | Chapelle Sainte-Anne                                                        |
| Chapelle Notre-Dame-de-la-Clarté                                                      | Lauzach                                 | La Clarté                               | 47° 36′ 00″ nord, 2° 34′ 34″ ouest |                |                                |                | Chapelle Notre-Dame-de-la-Clarté                                            |
| Chapelle Saint-Michel                                                                 | Lauzach                                 | Chemin Saint-Michel                     | 47° 36′ 57″ nord, 2° 32′ 36″ ouest |                |                                |                | Image manquante Téléverser                                                  |
| Chapelle Saint-André                                                                  | Lignol                                  | Saint-André                             | à géolocaliser                     | « IA00008315 » | Inventorié                     | 1986           | Image manquante Téléverser                                                  |
| Chapelle Saint-Hervezen                                                               | Lignol                                  | Saint-Hervezen                          | 48° 03′ 13″ nord, 3° 16′ 11″ ouest | « IA00008319 » | Inventorié                     | 1986           | Image manquante Téléverser                                                  |
| Chapelle Saint-Mélan                                                                  | Lignol                                  | Treuz-er-Lann                           | 48° 02′ 21″ nord, 3° 17′ 39″ ouest | « IA00008317 » | Inventorié                     | 1986           | Chapelle Saint-Mélan                                                        |
| Chapelle Saint-Yves                                                                   | Lignol                                  | Saint-Yves                              | 48° 00′ 43″ nord, 3° 15′ 45″ ouest | « PA00091363 » | Inscrit                        | 1925           | Chapelle Saint-Yves                                                         |
| Chapelle Saint-Clair                                                                  | Limerzel                                | Kergentil                               | 47° 39′ 14″ nord, 2° 21′ 19″ ouest | « IA00008682 » | Inventorié                     | 1986           | Chapelle Saint-Clair                                                        |
| Chapelle Saint-Julien                                                                 | Limerzel                                | Le Temple-de-Haut                       | 47° 39′ 18″ nord, 2° 22′ 10″ ouest | « IA00008686 » | Inventorié                     | 1986           | Chapelle Saint-Julien                                                       |
| Chapelle Saint-Laurent                                                                | Limerzel                                | Rue Saint-Laurent Rue Saint-Sixte       | 47° 38′ 08″ nord, 2° 21′ 15″ ouest | « PA00091366 » | Inscrit                        | 1932           | Image manquante Téléverser                                                  |
| Chapelle Saint-Louis                                                                  | Limerzel                                | Le Sapin-Vert                           | 47° 36′ 55″ nord, 2° 21′ 19″ ouest | « IA00008691 » | Inventorié                     | 1986           | Image manquante Téléverser                                                  |
| Chapelle du manoir de Pinieux                                                         | Limerzel                                | Pinieux                                 | 47° 37′ 43″ nord, 2° 22′ 56″ ouest | « PA00091371 » | Inscrit                        | 1927           | Image manquante Téléverser                                                  |
| Chapelle Sainte-Catherine                                                             | Lizio                                   | Sainte-Catherine                        | 47° 52′ 28″ nord, 2° 29′ 53″ ouest | « PA00091373 » | Inscrit                        | 1935           | Chapelle Sainte-Catherine                                                   |
| Chapelle de la Sainte-Trinité du manoir de la Ville-Guéhard                           | Lizio                                   | La Ville-Guéhard                        | 47° 51′ 54″ nord, 2° 29′ 38″ ouest | « IA00010127 » | Inventorié                     | 1986           | Image manquante Téléverser                                                  |
| Chapelle Notre-Dame-de-Grâce                                                          | Locmalo                                 | Kerlenat                                | 48° 02′ 00″ nord, 3° 10′ 36″ ouest | « PA00091374 » | Inscrit                        | 1974           | Chapelle Notre-Dame-de-Grâce                                                |
| Chapelle Saint-Diboen                                                                 | Locmalo                                 | à proximité de la chapelle Saint-Eugène | à géolocaliser                     |                |                                |                | Image manquante Téléverser                                                  |
| Chapelle Saint-Eugène                                                                 | Locmalo                                 | Kergann-Meur                            | 48° 05′ 05″ nord, 3° 09′ 52″ ouest | « IA00008346 » | Inventorié                     | 1986           | Chapelle Saint-Eugène                                                       |
| Chapelle Saint-Symphorien                                                             | Locmalo                                 | Longueville                             | 48° 03′ 17″ nord, 3° 12′ 49″ ouest | « IA00008343 » | Inventorié                     | 1986           | Image manquante Téléverser                                                  |
| Chapelle Sainte-Christine                                                             | Locmalo                                 | Sainte-Christine                        | 48° 04′ 24″ nord, 3° 12′ 13″ ouest | « IA00008345 » | Inventorié                     | 1986           | Chapelle Sainte-Christine                                                   |
| Chapelle de la Vraie-Croix                                                            | Locmalo                                 | Rue Jean-Le-Bris                        | 48° 04′ 16″ nord, 3° 11′ 21″ ouest | « IA00008341 » | Inventorié                     | 1986           | Image manquante Téléverser                                                  |
| Chapelle Saint-Joseph du château de Menoray                                           | Locmalo                                 | Menoray                                 | 48° 04′ 35″ nord, 3° 09′ 38″ ouest | « IA00008347 » | Inventorié                     | 1986           | Image manquante Téléverser                                                  |
| Chapelle Saint-Gildas                                                                 | Locmariaquer                            | Le Moustoir                             | 47° 36′ 02″ nord, 2° 57′ 54″ ouest |                |                                |                | Chapelle Saint-Gildas                                                       |
| Chapelle Saint-Michel                                                                 | Locmariaquer                            | Rue de Saint-Michel                     | 47° 34′ 04″ nord, 2° 56′ 46″ ouest |                |                                |                | Chapelle Saint-Michel                                                       |
| Chapelle Saint-Pierre                                                                 | Locmariaquer                            | Saint-Pierre-Lopérec                    | 47° 33′ 47″ nord, 2° 58′ 02″ ouest |                |                                |                | Chapelle Saint-Pierre                                                       |
| Chapelle de la Congrégation                                                           | Locminé                                 | Place du Champ-de-Foire                 | 47° 53′ 16″ nord, 2° 50′ 08″ ouest | « PA00091394 » | Inscrit                        | 1930           | Chapelle de la Congrégation                                                 |
| Chapelle Saint-Gildas                                                                 | Locoal-Mendon                           | Locqueltas                              | 47° 40′ 19″ nord, 3° 06′ 39″ ouest |                |                                |                | Chapelle Saint-Gildas                                                       |
| Chapelle Saint-Jean                                                                   | Locoal-Mendon                           | Penhoët                                 | 47° 42′ 09″ nord, 3° 07′ 59″ ouest |                |                                |                | Image manquante Téléverser                                                  |
| Chapelle Saint-Paul-et-Saint-Cado                                                     | Locoal-Mendon                           | Rue Er-Maneieu Lapaul                   | 47° 43′ 09″ nord, 3° 04′ 48″ ouest |                |                                |                | Chapelle Saint-Paul-et-Saint-Cado                                           |
| Chapelle Saint-Vincent-Ferrier                                                        | Locoal-Mendon                           | Le Moustoir                             | 47° 41′ 15″ nord, 3° 05′ 32″ ouest |                |                                |                | Chapelle Saint-Vincent-Ferrier                                              |
| Chapelle Sainte-Brigitte                                                              | Locoal-Mendon                           | Le Plec                                 | 47° 43′ 02″ nord, 3° 09′ 35″ ouest |                |                                |                | Chapelle Sainte-Brigitte                                                    |
| Chapelle Sainte-Marguerite                                                            | Locoal-Mendon                           | Sainte-Marguerite                       | 47° 41′ 33″ nord, 3° 07′ 37″ ouest |                |                                |                | Chapelle Sainte-Marguerite                                                  |
| Chapelle Saint-Christophe                                                             | Lorient                                 | Impasse de la Chapelle-Saint-Christophe | 47° 45′ 36″ nord, 3° 21′ 52″ ouest | « PA00091409 » | Site classé · Inscrit          | 1931 1934      | Chapelle Saint-Christophe                                                   |
| Chapelle Saint-Clair                                                                  | Loyat                                   | Trégadoret                              | 47° 59′ 38″ nord, 2° 21′ 30″ ouest | « IA00010337 » | Inventorié                     | 1986           | Image manquante Téléverser                                                  |
| Chapelle Saint-Éloi                                                                   | Loyat                                   | Trégadoret                              | 47° 59′ 38″ nord, 2° 21′ 30″ ouest |                |                                |                | Chapelle Saint-Éloi                                                         |
| Chapelle Saint-Colomban                                                               | Loyat                                   | Crétudel                                | 47° 59′ 41″ nord, 2° 26′ 04″ ouest | « IA00010336 » | Inventorié                     | 1984           | Chapelle Saint-Colomban                                                     |
| Chapelle Saint-Malo                                                                   | Loyat                                   | Crétudel                                | 47° 59′ 41″ nord, 2° 26′ 04″ ouest | « IA00010336 » | Inventorié                     | 1986           | Image manquante Téléverser                                                  |
| Chapelle Notre-Dame                                                                   | Malansac                                | Carpehaie                               | 47° 40′ 48″ nord, 2° 21′ 36″ ouest | « IA00008721 » | Inventorié                     | 1986           | Image manquante Téléverser                                                  |
| Chapelle Saint-Jacques-et-Saint-Colomban                                              | Malansac                                | Cimetière                               | 47° 40′ 40″ nord, 2° 17′ 35″ ouest | « IA00008717 » | Inventorié                     | 1986           | Chapelle Saint-Jacques-et-Saint-Colomban                                    |
| Chapelle Saint-Jean-Baptiste                                                          | Malansac                                | L'Hôpital                               | 47° 40′ 40″ nord, 2° 17′ 35″ ouest | « IA00008713 » | Inventorié                     | 1986           | Image manquante Téléverser                                                  |
| Chapelle du château de la Grationnaye                                                 | Malansac                                | La Grationnaye                          | 47° 41′ 22″ nord, 2° 18′ 31″ ouest | « PA00091416 » | Inscrit                        | 1984           | Image manquante Téléverser                                                  |
| Ruines de la chapelle de la Madeleine                                                 | Malestroit                              | Faubourg de la Madeleine                | 47° 48′ 44″ nord, 2° 22′ 39″ ouest | « PA00091417 » | Inscrit                        | 1934           | Ruines de la chapelle de la Madeleine                                       |
| Chapelle conventuelle Saint-Michel                                                    | Malestroit                              | Faubourg Saint-Michel                   | 47° 48′ 41″ nord, 2° 23′ 02″ ouest | « IA00051651 » | Inventorié                     | 1989           | Chapelle conventuelle Saint-Michel                                          |
| Chapelle Sainte-Anne                                                                  | Malestroit                              | Faubourg Sainte-Anne                    | 47° 48′ 31″ nord, 2° 23′ 04″ ouest | « IA00051652 » | Inventorié                     | 1989           | Image manquante Téléverser                                                  |
| Oratoire Notre-Dame-Pontmain                                                          | Malestroit                              | Kermaria                                | 47° 48′ 13″ nord, 2° 22′ 29″ ouest |                |                                |                | Oratoire Notre-Dame-Pontmain                                                |
| Chapelle Notre-Dame                                                                   | Malguénac                               | Le Moustoir                             | 48° 04′ 14″ nord, 3° 05′ 18″ ouest | « IA00009891 » | Insventorié                    | 1986           | Image manquante Téléverser                                                  |
| Chapelle Saint-Étienne                                                                | Malguénac                               | Stumultan                               | 48° 04′ 22″ nord, 3° 03′ 09″ ouest | « IA00009898 » | Insventorié                    | 1986           | Image manquante Téléverser                                                  |
| Chapelle Saint-Gildas                                                                 | Malguénac                               | Gueltas                                 | 48° 03′ 16″ nord, 3° 03′ 34″ ouest | « IA00009883 » | Insventorié                    | 1986           | Image manquante Téléverser                                                  |
| Chapelle Saint-Patern                                                                 | Malguénac                               | Ruhomme                                 | 48° 03′ 46″ nord, 3° 03′ 57″ ouest | « IA00009896 » | Insventorié                    | 1986           | Image manquante Téléverser                                                  |
| Chapelle Saint-Pédic                                                                  | Malguénac                               | Perros                                  | 48° 03′ 46″ nord, 3° 03′ 57″ ouest | « IA00009897 » | Insventorié                    | 1986           | Image manquante Téléverser                                                  |
| Chapelle Saint-Jacques-le-Majeur-et-Saint-François-de-Sales du château de Moustoirlan | Malguénac                               | Moustoirlan                             | 48° 04′ 22″ nord, 3° 03′ 09″ ouest | « PA00091430 » | Inscrit                        | 1986           | Image manquante Téléverser                                                  |
| Chapelle Notre-Dame                                                                   | Marzan                                  | Saint-Miquel                            | 47° 32′ 51″ nord, 2° 22′ 16″ ouest |                |                                |                | Image manquante Téléverser                                                  |
| Chapelle Saint-Symphorien                                                             | Marzan                                  | Kertouard                               | 47° 33′ 36″ nord, 2° 24′ 19″ ouest |                |                                |                | Image manquante Téléverser                                                  |
| Chapelle Saint-Vincent-Ferrier                                                        | Marzan                                  | Trémer                                  | 47° 31′ 43″ nord, 2° 20′ 11″ ouest |                |                                |                | Image manquante Téléverser                                                  |
| Chapelle du château de Marzan                                                         | Marzan                                  | La Cour-de-Marzan                       | 47° 33′ 05″ nord, 2° 18′ 40″ ouest |                |                                |                | Image manquante Téléverser                                                  |
| Chapelle de l'Action-de-Grâce                                                         | Mauron                                  | Grande-Rue                              | 48° 04′ 56″ nord, 2° 17′ 14″ ouest |                |                                |                | Chapelle de l'Action-de-Grâce                                               |
| Chapelle Marie-Immaculée                                                              | Mauron                                  | Rue du Plessix                          | 48° 04′ 50″ nord, 2° 17′ 15″ ouest |                |                                |                | Image manquante Téléverser                                                  |
| Chapelle Saint-Utel                                                                   | Mauron                                  | Le Pont-Ruelland                        | 48° 06′ 43″ nord, 2° 18′ 56″ ouest |                |                                |                | Chapelle Saint-Utel                                                         |
| Chapelle Sainte-Anne                                                                  | Mauron                                  | La Ville-Damon                          | 48° 02′ 57″ nord, 2° 16′ 38″ ouest |                |                                |                | Chapelle Sainte-Anne                                                        |
| Chapelle Sainte-Suzanne                                                               | Mauron                                  | Le Coudray-Baillet                      | 48° 03′ 44″ nord, 2° 20′ 32″ ouest |                |                                |                | Chapelle Sainte-Suzanne                                                     |
| Chapelle de la Madeleine                                                              | Melrand                                 | La Madeleine                            | 47° 58′ 26″ nord, 3° 06′ 49″ ouest | « IA56000356 » | Inventorié                     | 2000           | Chapelle de la Madeleine                                                    |
| Chapelle Notre-Dame du Guelhouit                                                      | Melrand                                 | Talroch                                 | 47° 58′ 29″ nord, 3° 07′ 32″ ouest | « PA56000051 » | Classé                         | 2003           | Chapelle Notre-Dame du Guelhouit                                            |
| Chapelle Notre-Dame de Locmaria                                                       | Melrand                                 | Locmaria                                | 47° 59′ 29″ nord, 3° 05′ 40″ ouest | « PA00091437 » | Classé                         | 1928 1945      | Chapelle Notre-Dame de Locmaria                                             |
| Chapelle Saint-Fiacre                                                                 | Melrand                                 | Saint-Fiacre                            | 48° 00′ 04″ nord, 3° 05′ 41″ ouest | « PA00091436 » | Classé                         | 2003           | Chapelle Saint-Fiacre                                                       |
| Chapelle Saint-Laurent                                                                | Melrand                                 | Rue Saint-Laurent                       | 47° 58′ 46″ nord, 3° 06′ 28″ ouest | « IA56000358 » | Inventorié                     | 2000           | Image manquante Téléverser                                                  |
| Chapelle Saint-Rivalain                                                               | Melrand                                 | Saint-Rivalain                          | 47° 56′ 58″ nord, 3° 04′ 33″ ouest | « IA56000352 » | Inventorié                     | 2000           | Chapelle Saint-Rivalain                                                     |
| Chapelle Sainte-Prisce                                                                | Melrand                                 | Sainte-Prisce                           | 47° 57′ 22″ nord, 3° 06′ 49″ ouest | « IA56000357 » | Inventorié                     | 2000           | Chapelle Sainte-Prisce                                                      |
| Chapelle Notre-Dame-de-Bonne-Nouvelle                                                 | Ménéac                                  | Le Gast                                 | 48° 09′ 29″ nord, 2° 31′ 34″ ouest |                |                                |                | Image manquante Téléverser                                                  |
| Chapelle Saint-Méen                                                                   | Ménéac                                  | Bellouan                                | 48° 09′ 29″ nord, 2° 31′ 34″ ouest |                |                                |                | Image manquante Téléverser                                                  |
| Chapelle Sainte-Anne                                                                  | Ménéac                                  | La Riaye                                | 48° 07′ 59″ nord, 2° 23′ 33″ ouest | « PA00091441 » | Inscrit                        | 1929           | Chapelle Sainte-Anne                                                        |
| Chapelle Notre-Dame-de-Toute-Aide du manoir du Plessis-Rebours                        | Ménéac                                  | Le Plessis-Rebours                      | 48° 09′ 03″ nord, 2° 29′ 58″ ouest | « PA56000058 » | Inscrit                        | 2006           | Image manquante Téléverser                                                  |
| Chapelle de la Madeleine                                                              | Merlevenez                              | Rue de la Mairie                        | 47° 44′ 17″ nord, 3° 13′ 46″ ouest |                |                                |                | Image manquante Téléverser                                                  |
| Chapelle Saint-Armel                                                                  | Meslan                                  | Le Moustoir                             | 48° 00′ 49″ nord, 3° 27′ 53″ ouest | « IA00008457 » | Inventorié                     | 1986           | Chapelle Saint-Armel                                                        |
| Chapelle Saint-Georges                                                                | Meslan                                  | Saint-Georges                           | 47° 59′ 08″ nord, 3° 28′ 27″ ouest | « IA00008454 » | Inventorié                     | 1986           | Chapelle Saint-Georges                                                      |
| Chapelle Saint-Patern                                                                 | Meslan                                  | Saint-Patern                            | 47° 58′ 37″ nord, 3° 24′ 40″ ouest | « IA00008456 » | Inventorié                     | 1986           | Chapelle Saint-Patern                                                       |
| Chapelle Sainte-Catherine                                                             | Meslan                                  | Bonigeard                               | 47° 58′ 47″ nord, 3° 27′ 04″ ouest | « IA00008459 » | Inventorié                     | 1986           | Chapelle Sainte-Catherine                                                   |
| Chapelle Saint-Adrien                                                                 | Meucon                                  | 9 rue du Stade                          | 47° 42′ 55″ nord, 2° 45′ 57″ ouest |                |                                |                | Image manquante Téléverser                                                  |
| Chapelle Saint-Barthélémy                                                             | Meucon                                  | Cranuhac                                | 47° 43′ 28″ nord, 2° 46′ 46″ ouest | « IA00009517 » | Inventorié                     | 1986           | Chapelle Saint-Barthélémy                                                   |
| Chapelle du château du Guen                                                           | Missiriac                               | Le Guen                                 | 47° 49′ 37″ nord, 2° 19′ 56″ ouest | « IA00010181 » | Inventorié                     | 1986           | Image manquante Téléverser                                                  |
| Chapelle Saint-Marc                                                                   | Mohon                                   | Casteldeuc                              | 48° 04′ 12″ nord, 2° 32′ 04″ ouest |                |                                |                | Image manquante Téléverser                                                  |
| Chapelle Saint-Joseph                                                                 | Mohon                                   | La Ville-Jaudouin                       | 48° 05′ 10″ nord, 2° 29′ 05″ ouest |                |                                |                | Image manquante Téléverser                                                  |
| Chapelle Sainte-Anne                                                                  | Mohon                                   | La Ville-Martel                         | 48° 03′ 12″ nord, 2° 29′ 07″ ouest |                |                                |                | Image manquante Téléverser                                                  |
| Chapelle du manoir de Garnouée                                                        | Mohon                                   | Le Garnoué                              | 48° 04′ 05″ nord, 2° 28′ 43″ ouest |                |                                |                | Image manquante Téléverser                                                  |
| Chapelle Notre-Dame-de-l'Assomption                                                   | Molac                                   | L'Hermain                               | 47° 44′ 22″ nord, 2° 27′ 59″ ouest |                |                                |                | Image manquante Téléverser                                                  |
| Chapelle Notre-Dame-du-Mont-Carmel                                                    | Molac                                   | Le Lindeul                              | 47° 42′ 50″ nord, 2° 24′ 59″ ouest |                |                                |                | Image manquante Téléverser                                                  |
| Chapelle Saint-Isidore                                                                | Monteneuf                               | Le Bas-Trézon                           | 47° 53′ 44″ nord, 2° 12′ 55″ ouest | « IA00009177 » | Inventorié                     | 1986           | Image manquante Téléverser                                                  |
| Chapelle Saint-Martin                                                                 | Monteneuf                               | La Grée-Basse                           | 47° 52′ 22″ nord, 2° 10′ 30″ ouest | « IA00009178 » | Inventorié                     | 1986           | Image manquante Téléverser                                                  |
| Chapelle du château de la Voltais                                                     | Monteneuf                               | La Voltais                              | 47° 53′ 38″ nord, 2° 10′ 54″ ouest | « IA00009170 » | Inventorié                     | 1986           | Chapelle du château de la Voltais                                           |
| Chapelle des Mille-Secours                                                            | Monterblanc                             | Mangolérian                             | 47° 42′ 54″ nord, 2° 43′ 05″ ouest | « PA56000052 » | Inscrit                        | 2001           | Chapelle des Mille-Secours                                                  |
| Chapelle du Saint-Esprit                                                              | Moréac                                  | Le Faouët-d'en-Haut                     | 47° 55′ 55″ nord, 2° 45′ 00″ ouest |                |                                |                | Image manquante Téléverser                                                  |
| Chapelle Saint-Jean-Baptiste                                                          | Moréac                                  | Lojean                                  | 47° 57′ 37″ nord, 2° 46′ 39″ ouest |                |                                |                | Image manquante Téléverser                                                  |
| Chapelle Saint-Yvy                                                                    | Moréac                                  | Saint-Yvy                               | 47° 56′ 39″ nord, 2° 48′ 36″ ouest |                |                                |                | Image manquante Téléverser                                                  |
| Chapelle de la Congrégation                                                           | Moustoir-Ac                             | Place Saint-Barbe                       | 47° 51′ 19″ nord, 2° 50′ 05″ ouest |                |                                |                | Chapelle de la Congrégation                                                 |
| Chapelle Notre-Dame-des-Sept-Douleurs                                                 | Moustoir-Ac                             | Place Saint-Georges Kerhéro             | 47° 50′ 21″ nord, 2° 52′ 16″ ouest |                |                                |                | Chapelle Notre-Dame-des-Sept-Douleurs                                       |
| Chapelle Saint-Antoine                                                                | Muzillac                                | Rue de Penesclus                        | 47° 33′ 16″ nord, 2° 29′ 24″ ouest |                |                                |                | Chapelle Saint-Antoine                                                      |
| Chapelle Saint-Cornély                                                                | Muzillac                                | Trégréhen                               | 47° 31′ 58″ nord, 2° 26′ 41″ ouest |                |                                |                | Chapelle Saint-Cornély                                                      |
| Chapelle Saint-Marc                                                                   | Muzillac                                | Kerguest                                | 47° 34′ 55″ nord, 2° 30′ 03″ ouest |                |                                |                | Image manquante Téléverser                                                  |